# 日本の鉄道コンテナ

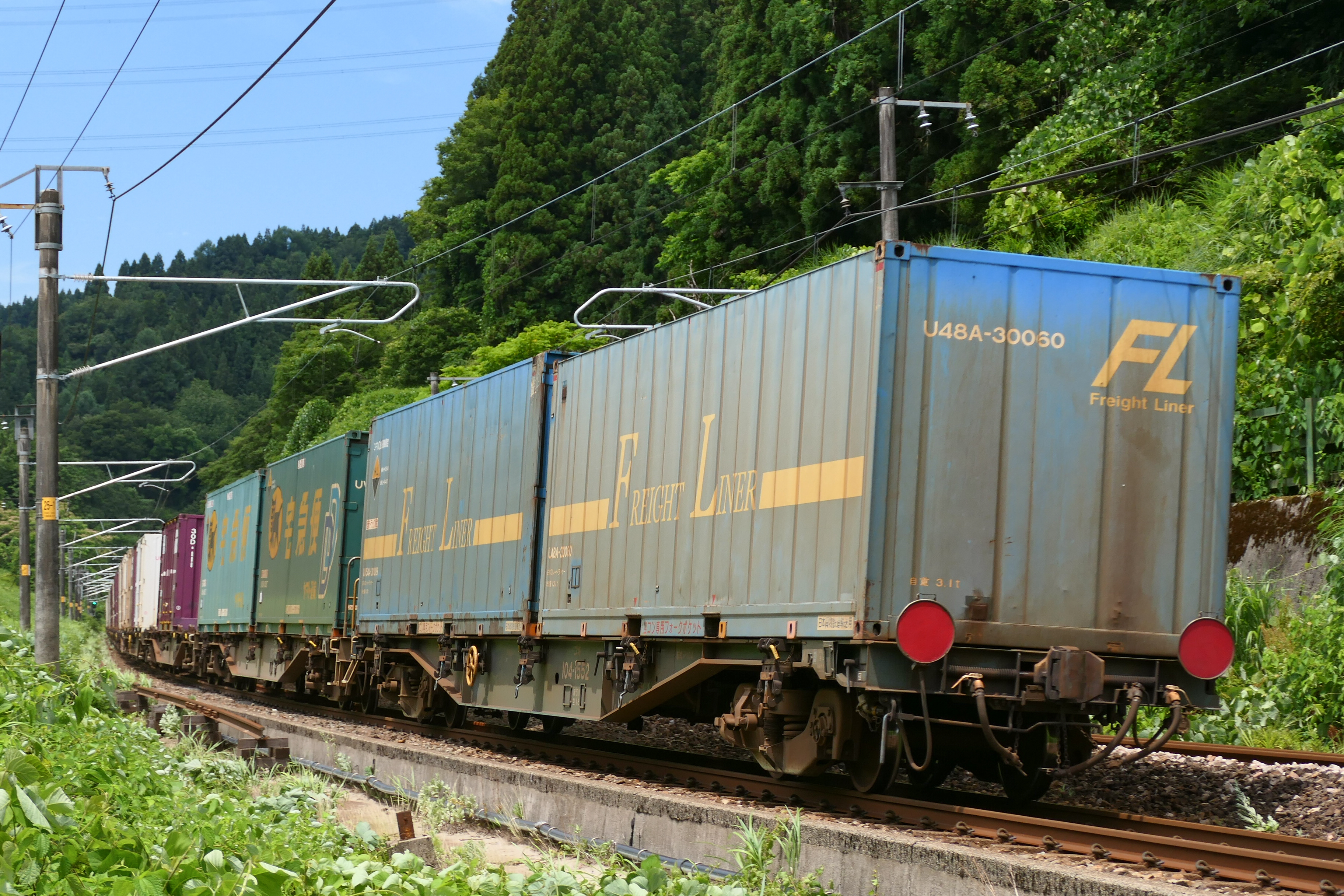
日本フレートライナーの30ftコンテナ

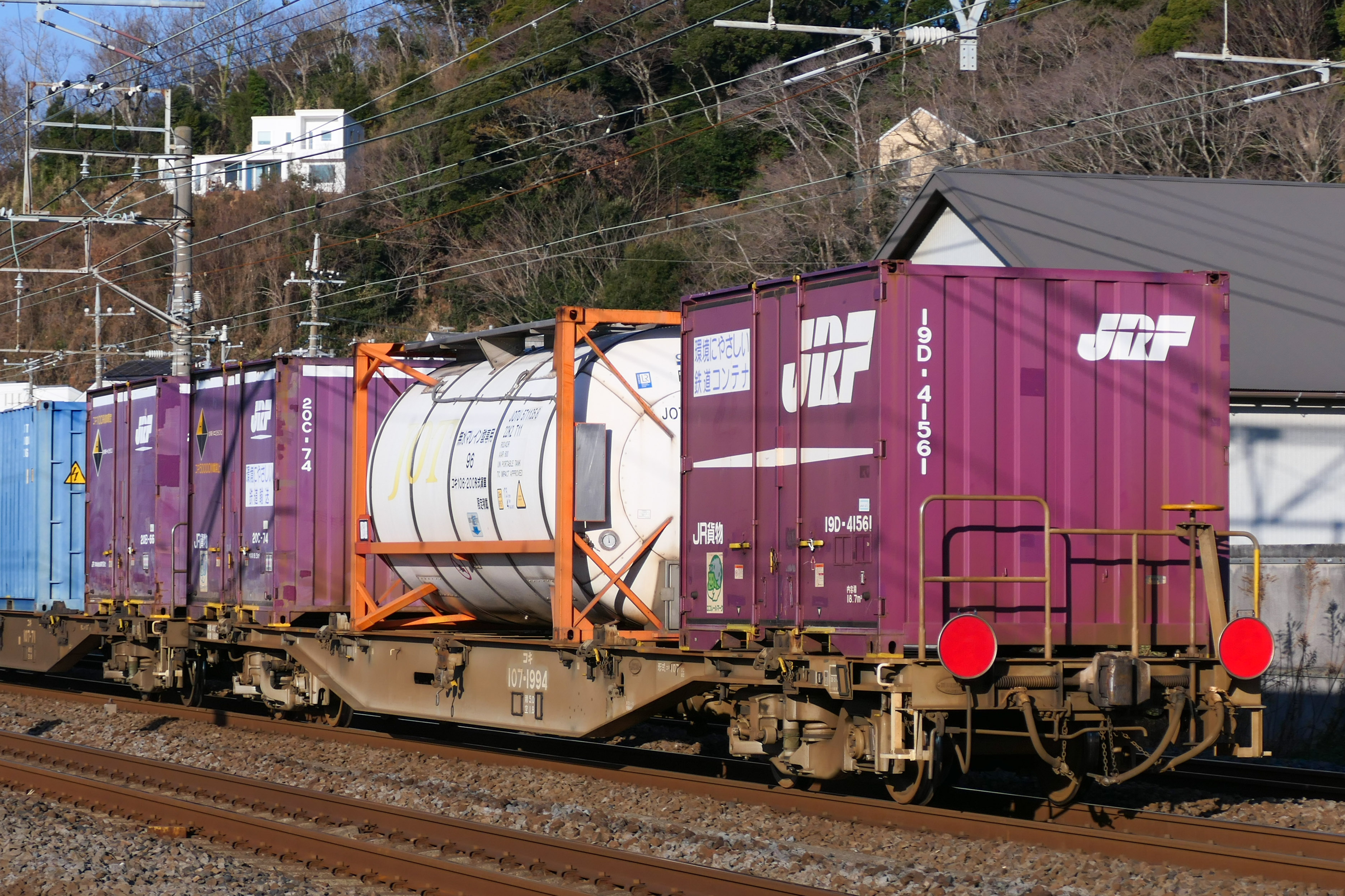
日本の鉄道コンテナで一般的な 12 ftコンテナと、20 ft形ISOタンクコンテナとの積み合わせ輸送風景。　（東海道本線・大磯 〜 二宮間）

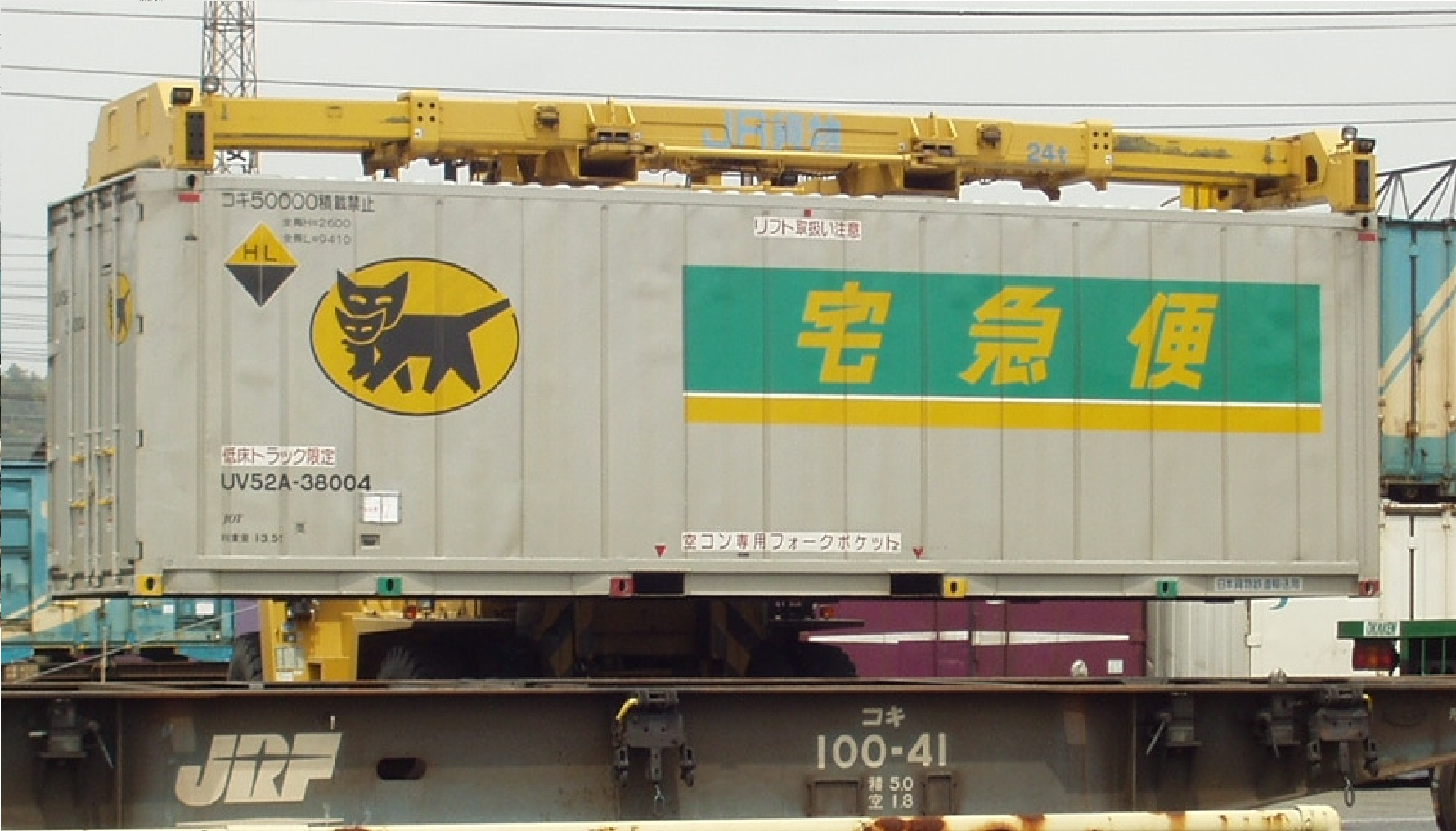
貨物ターミナルで荷卸しされる宅配小荷物用、31 ft形通風コンテナ。　（西岡山駅にて撮影）

日本の鉄道コンテナ（にほんのてつどうコンテナ）は、大きく分けていわゆる国際海上コンテナ輸送用の「ISOコンテナ」、内航コンテナ輸送用の「JIS Z1610 国内貨物用コンテナ」、および鉄道コンテナ登録の大多数を占める「JR貨物独自のサイズ」とに分けられる。これらは鉄道貨物輸送を担うJR貨物が全てのコンテナ個々に、専用形式 ＋ 本体番号からなる「管理番号」を付して登録管理している（#所有者を参照）。
大きさは、国鉄時代より長らく荷主の扱いやすいサイズとして主に長さ12 ft・5 t積みのコンテナが継続して使用されてきたが、輸送実態や荷主の要望・JR貨物自ら輸送改善を図る目的で種々のサイズのほか、積荷の荷役効率化に合わせた特殊な構造などを有した、多種多彩なコンテナが開発された。また一部では20 ftのISOコンテナのみならず、40 ftサイズの海上コンテナを直接運ぶケースもある（ISOコンテナの国内輸送を参照）。さらに従来からのタンク車輸送から移行した20 ftのISOコンテナ輸送は（#歴史）を参照。
特記事項として、試験的にJR貨物独自の特別なサイズのコンテナをコンテナ車とセットで製作した例もある（JR貨物15 ftコンテナおよび、30 ftカーラック・コンテナなど）。ただし、既存のコンテナ流通との連帯性（JR貨物15 ftコンテナ例）や、一度は数年間にわたり安定輸送の軌道に乗ったもののその後の需要激減（30 ftカーラック・コンテナ例）など、諸事情により中止された。
なお、本文中で使用する空バン（からバン）および空コンテナ、空コンの表記は、コンテナの中には貨物など内容物が一切ない、文字通り空っぽのコンテナのことを指し、また廃バン（はいバン）および廃コンテナ、廃コンの表記は、経年劣化で耐用年数が過ぎたり、風雨や塩害・事故等、何らかの理由で物理的にコンテナが使用不能となり、廃棄されるまたは、廃棄されたコンテナを指す略語である。

## 統計
国交省が2021年（令和3）に行なった出荷事業所への調査によれば、貨物輸送における鉄道コンテナのシェアは、0.56 %（2021年。トン単位）であった。なお車両扱鉄道輸送では0.76 %（2021年）である。また鉄道コンテナにおける平均流動ロットは4.1トン/件であった（12 ft鉄道コンテナの積載量は5トン）。
輸送単価については、鉄道コンテナはほとんどの場合、航空運送、宅配便などの混載便、一車貸切・トレーラより輸送単価が低いものであった。

## 歴史

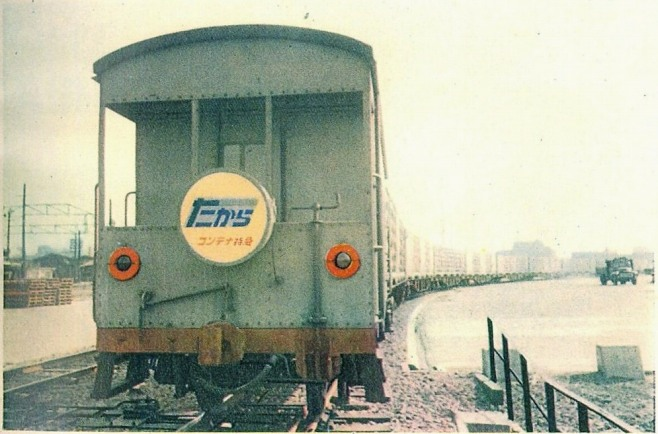
日本で最初に登場したコンテナ列車、特急貨物列車たから号（1960年ごろ）

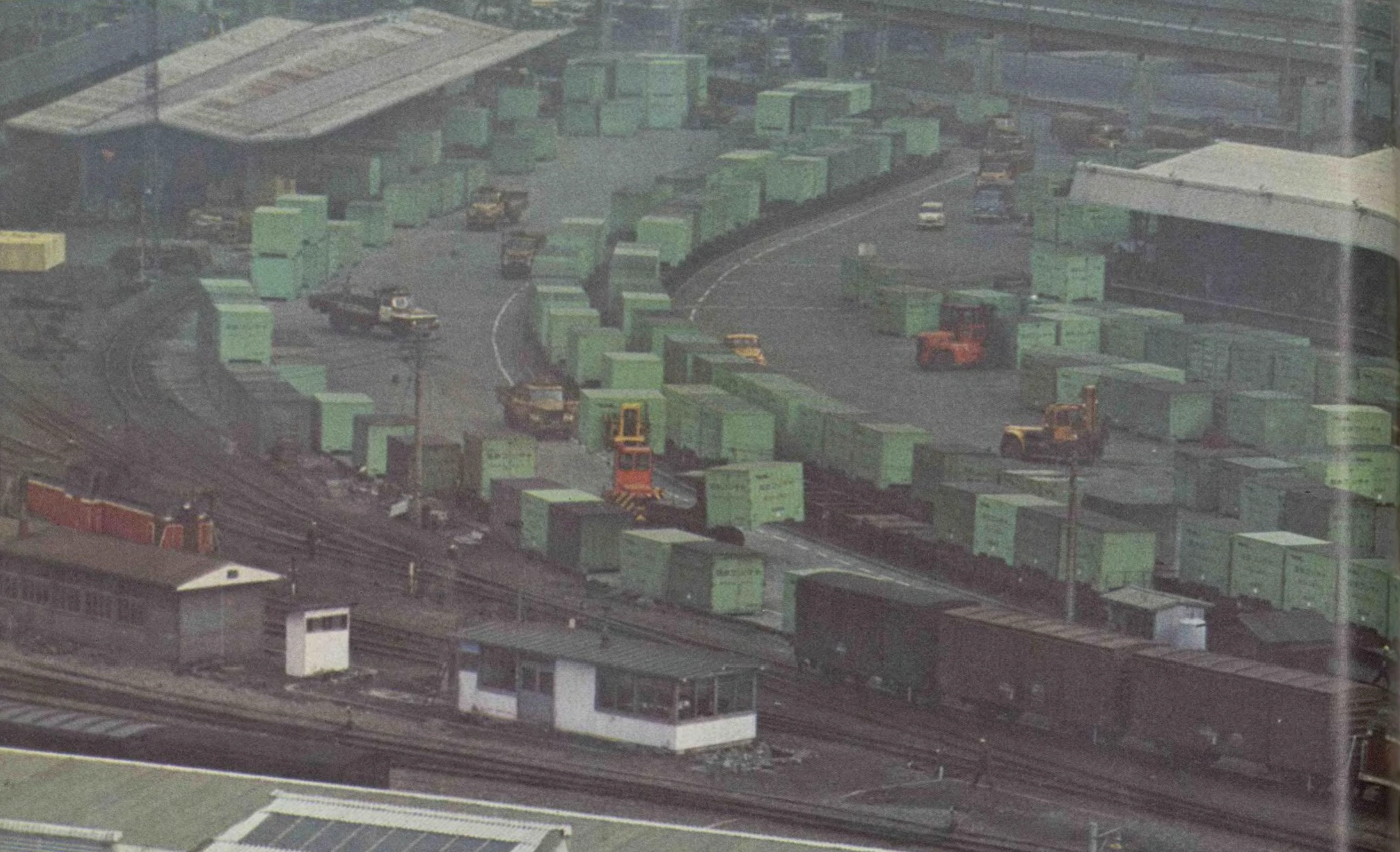
国鉄コンテナ列車（1966年ごろ）

日本の鉄道コンテナは、戦前の1931年に試作された1 t積みの｢イ号コンテナ｣に始まるが、戦時中の金属供出によって全廃された。そして戦後、トラック輸送に対抗すべく3 t積み3000形コンテナ、5 t積み5000形コンテナの試作・試験輸送を経て1959年11月から、正式にコンテナ専用列車「たから号」として汐留 - 梅田間で、5000形など数種類の10 ft形、5 t積みコンテナを積載して運用を開始した。この10 ftの5 t積みコンテナが荷主にとって、取引単位や大きさなどからも非常に扱いやすいサイズであったため、このサイズをもとに日本のコンテナ貨物は、現在の主流である12 ftサイズへと拡充していくこととなる。
一方で、鉄道貨物輸送開始当初より伝統的に続けられていた「ヤード集結型輸送」の貨車輸送は戦後、日本の高度成長時代に伸び続けた。しかし、現代では当たり前の『荷物がいつごろ届く』という予定が、輸送途中での貨車を何度も切り離しては組み替えて、再輸送するヤード集結輸送方式ではほぼ掴めず、到着間際にやっとわかる程度の致命的な欠陥を抱えていた。このような輸送効率の悪い状況下でも国鉄貨物の輸送量が増え続けて、ついに1964年をピークに輸送限界に達し、その影響によりさらに輸送遅延がひどくなった。また当時はトラックなどのほかの輸送方法も手薄だったこともかさなり、国鉄は抜本的な輸送改革を求められ続けた。しかし1964年度に赤字に転落した後、累積赤字や度重なる労働争議の影響で輸送改革は思うように進まず、その後の日本初の高速道路として名神高速道路が1965年（昭和40年）7月1日付けで全線開通を皮切りに、相次ぐ高速道路の開通や地方までの主要道路網の整備が進み、急速に輸送日数も早くまた配達日程が分りやすいトラックに輸送シェアを奪われていった。一方で国鉄という特殊な法人体質による危機管理意識の希薄な体質も相まり、これらの致命的な物流環境の激変に対応しきれず、鉄道での貨物輸送量は年々激減し、一方で固定費の削減できないヤード式輸送の赤字は膨らむ一方の悪循環に陥っていた。
その結果、ついに抜本的な対策として貨物列車の大整理にあわせて「ヤード集結型輸送」を廃止し、多くの貨物駅を拠点となる大型貨物駅に集約してコンテナ貨物列車や、一部の物資別適合輸送による発送から到着までを、途中で貨車の組み替えすることなく「直行型輸送」に一斉に切り替えた。
また国鉄が管理している私有コンテナに関しては、新方式でのコンテナ専用列車輸送の対象として従来どおり、問題なく輸送が継続されていた。しかしその一方で、それまで専用のタンク車で長年輸送されてきた各種の化成品については、輸送方式の変更によりごく一部のタンク車（ガソリン用など）しか生き残れないために、多くのタンク車が輸送不可能として除外された末に余剰廃棄となった。この影響で大幅に落ち込む化成品輸送の代替案として、国鉄は私有タンク・コンテナによる鉄道コンテナ化への変更を荷主に求めていったことで、主に20 ftサイズの私有#タンクコンテナ（ISO規格/規格外ともにあり）に切り替わっていった。

## 所有者
国内の地域によっては、中小の私鉄各社がJR貨物からの輸送委託を受けて輸送区間限定でコンテナを輸送しているが、国内の鉄道で輸送されるコンテナは委託輸送分を含めて、すべての総括管理をJR貨物が一手に担っている。このため、海上コンテナを含むどのような形式のコンテナであれ、JR貨物での「輸送用コンテナ形式」としての承認登録（正規の形式または、臨時の形式を問わず）が必要であり、登録後は完全な輸送管理下に置かれることになる。

### 旧国鉄所有のコンテナ
・詳しくは、「#旧国鉄コンテナ登録規格」を参照。

### JR貨物所有のコンテナ

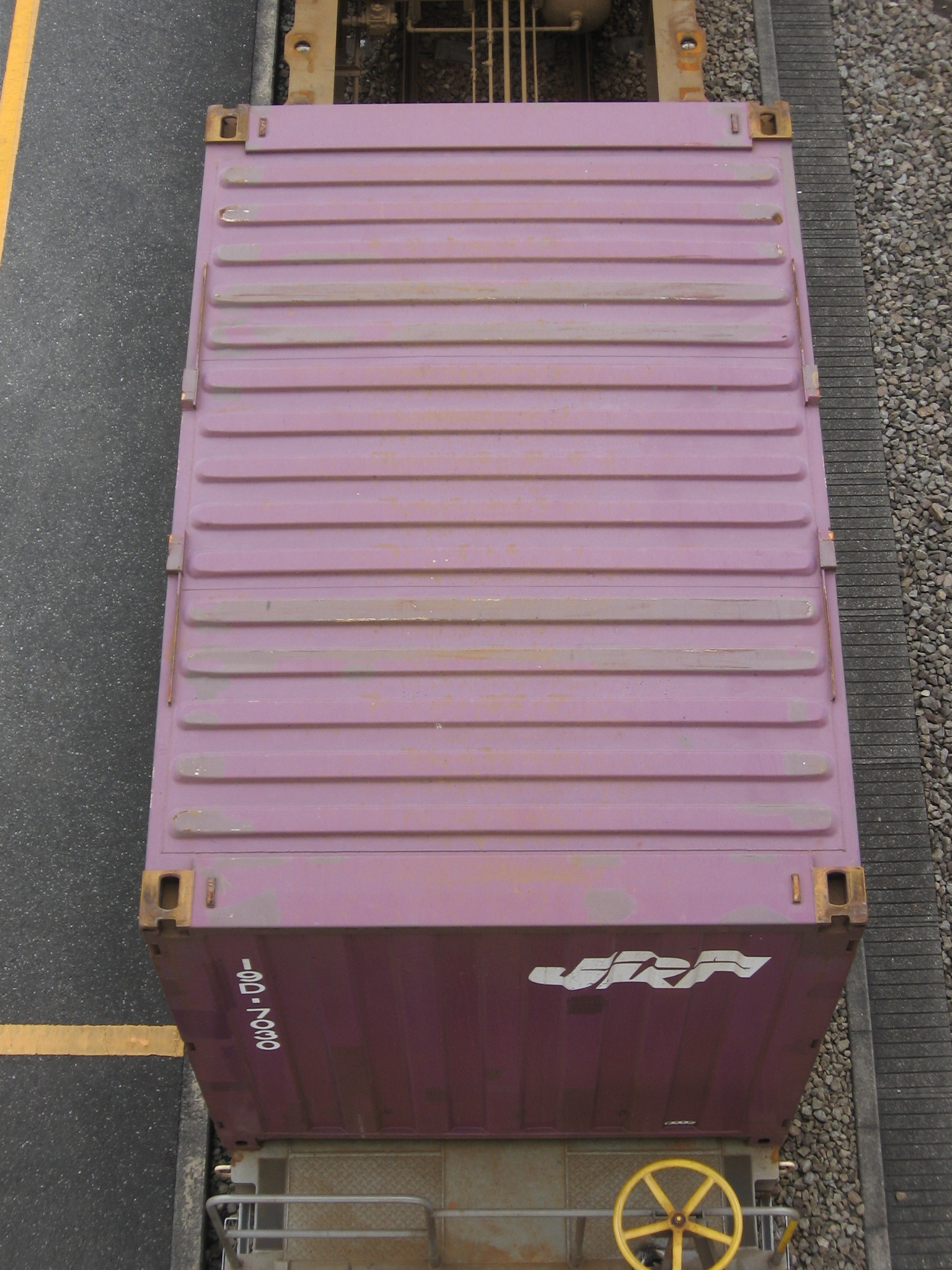
災害時の代行輸送に備えて、JR貨物の12 ft形ドライコンテナ、19D - 7030番の屋根四隅に設置されたブロックホールの全景。

現在の日本国内の物流事情（道路上の輸送規制値、商慣習上の取引輸送単位など）に基づく、独自の12ft形の各種コンテナが主体である。ただし、特例的にごく一部の形式に 15 ft形（24A形・積載重量8 t、10個登録）のような、特殊な大きさのドライ・コンテナもあったが、ほかのサイズとの共存もできないために使い勝手が悪く発展することなく、現在は形式消滅となっている。2012年から正式に導入された31 ft形#フルウィング側面二枚折り仕様のドライコンテナ（積載重量13.8 t）は、2016年9月までに140個が導入された。
また、10 ft形の各種コンテナは、元々向きを変えることで新幹線と在来線の両方に対応できるよう配慮されていたので、新幹線による高速度でのコンテナ輸送の計画は策定されていた。しかし実際には12ftコンテナ化や、コンテナ輸送が集中する夜間での線路や架線等のメンテナンスが毎夜行なわれているために、現状では物理的に夜間輸送を含めて新幹線によるコンテナ輸送は実現していない。
特記事項として、1995年に発生した兵庫県南部地震（阪神・淡路大震災）をきっかけに、災害時等の輸送障害などを考慮し、震災以降に登場した12 ft形コンテナには鉄道代替手段である内航船による海上輸送ができるように、船舶積載時の吊り上げ荷役に使用する隅金具装備のコンテナが、今日までに多数増備されて来ている。
・（輸送事例は「平成30年7月豪雨」参照）

### 私有コンテナ

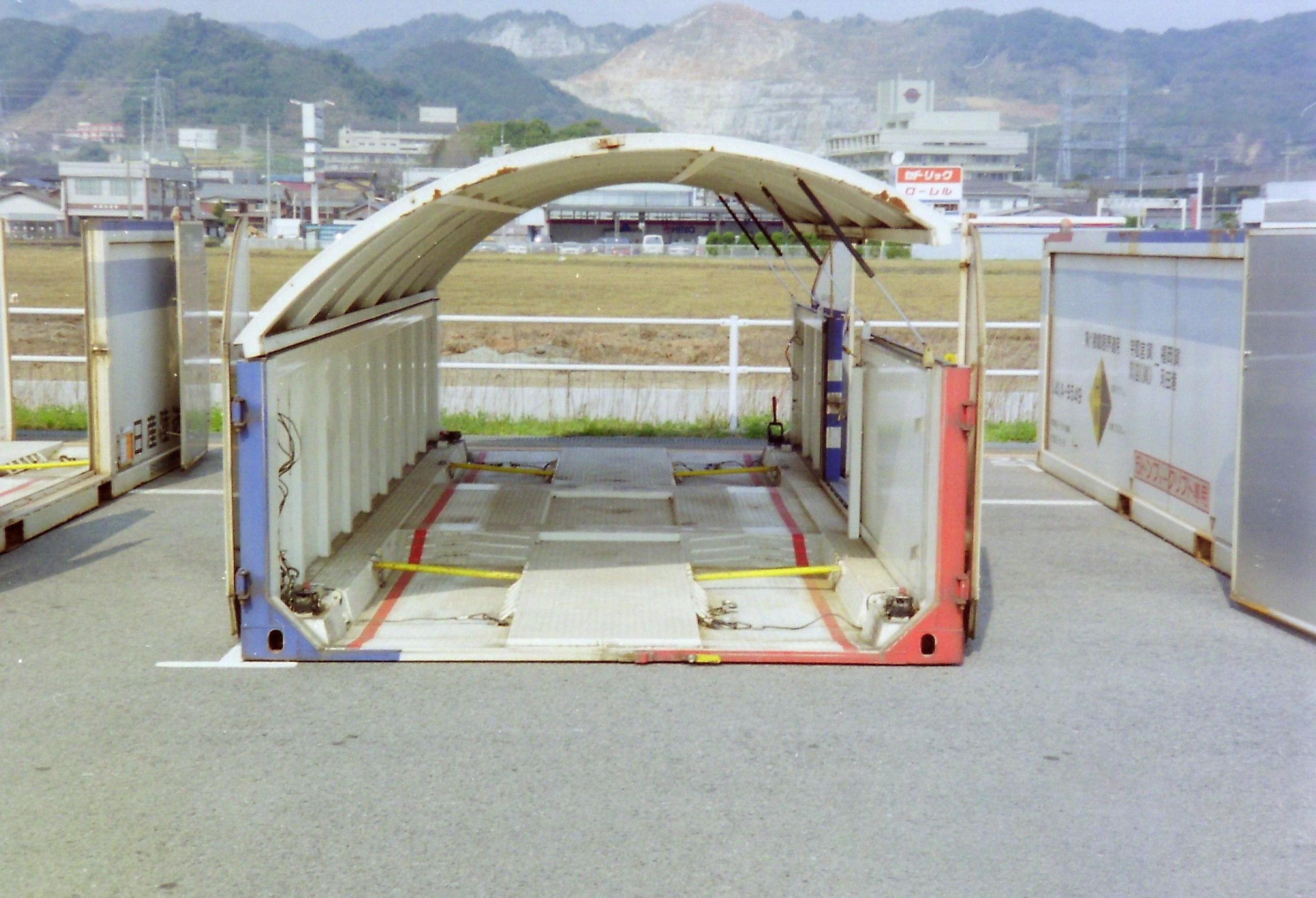
大幅な規制緩和を受け、新しい輸送建築限界に対応して自動車を二段積みにできる、ドーム屋根の新型コンテナも登場した（1995年4月撮影。）福岡／苅田港駅。

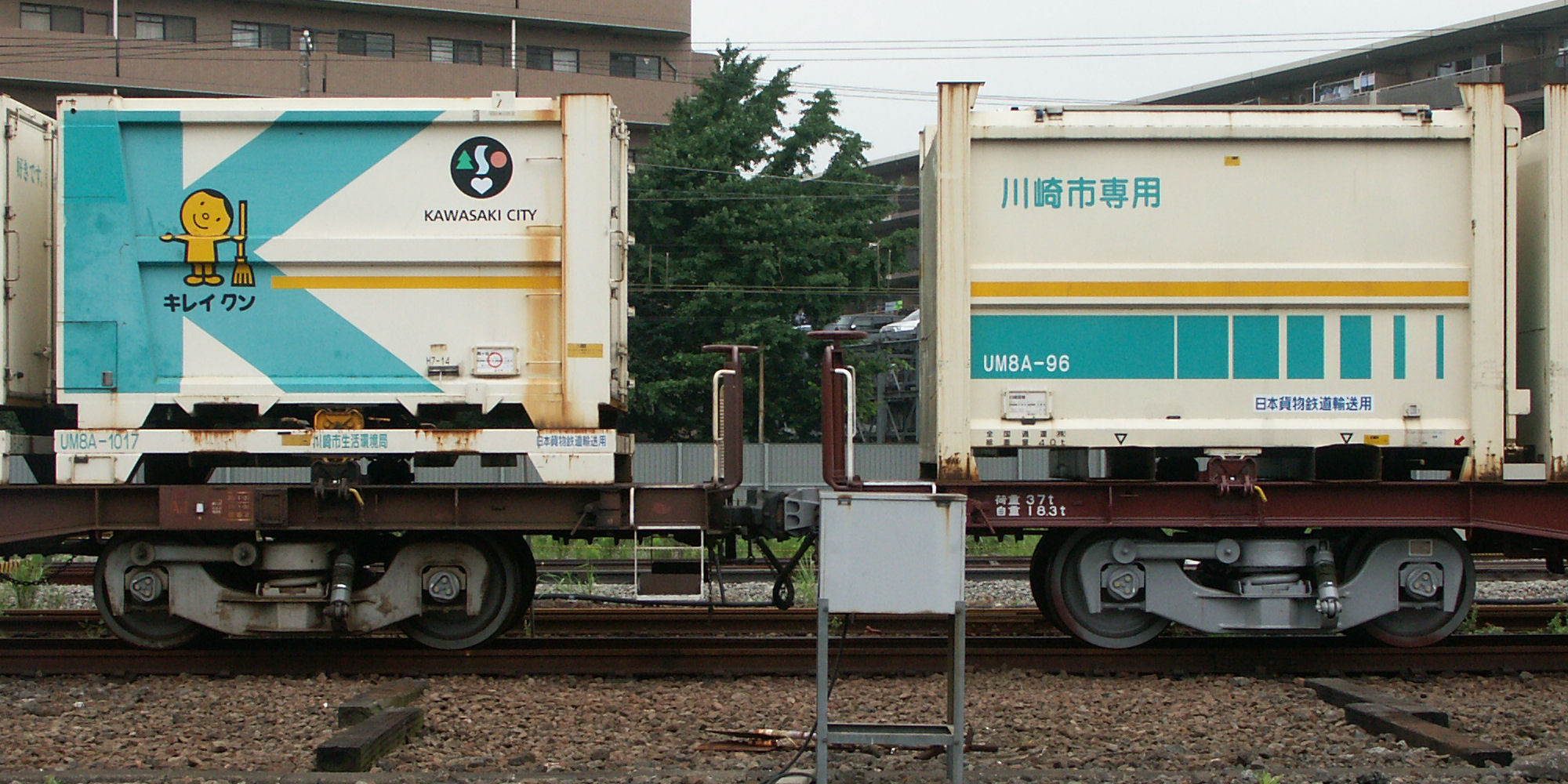
川崎市のごみ輸送専用コンテナの一例。川崎市自ら所有する、12 ft型の粗大ごみ専用コンテナ、UM8A - 1000〜番台（写真左側）。川崎市より委託を受けている、全国通運所有の空き缶専用12 ft型コンテナ、UM8A - 0〜番台（写真右側）。

元々は国鉄が自社所有する大量の10 ftコンテナと、1970年（昭和45年）10月から、初代旧、西岡山 ⇔ 隅田川貨物駅間で新設されたコンテナ専用列車『山陽ライナー』の運行に際し、民間資本の導入と荷主への輸送サービスの一環として、国鉄本社内で一括管理する形で同年6月に始まった私有コンテナが混在して、鉄道コンテナ輸送を担ってきた。その後、1990年代以降に鉄道私有コンテナでの規制が大きく緩やかになり、これを受けて紙輸送列車や化成品輸送列車を中心として、トラックによる一般路線貨物輸送も含めて、コンテナ列車化へのモーダルシフト化が一気に進んだ。このために、規制が緩和される以前の1970年から始まっていた鉄道私有コンテナ制度で、すでに登録されていた一部の限られた民間企業のほか、新たに多数の運送事業者（宅配便、専門輸送会社など）やリース会社他、農水産食品会社・各種製造企業、さらには一部の市町村など、いわゆる「専門輸送業者」以外にも多くの企業や事業団体・行政機関までもが所有、または借り受け使用しており、運用業種は多種多様になっている。中にはISO 668コンテナと同規格の総重量24 t級、20 ft形の鉄道私有コンテナも存在するなど、JR貨物が認定した大型コンテナも急速に増えてきている。
その後2000年代に入り、急速に利用が伸びている私有コンテナとして登録されている31 ft形の各種コンテナは、2013年9月1日現在で、2,682個登録されている。また1995年10月より始まった、行政機関である神奈川県川崎市の自社所有コンテナ輸送（ただし、12 ft形での空き缶輸送を全国通運へ委託運用分を除く）事例は、日本初のゴミのコンテナ輸送化のモデルとなった。これは、橘処理センターに集められた生活ごみが専用コンテナに詰められ、梶ヶ谷貨物ターミナル駅から浮島町（末広町駅）まで専用の貨物列車で運搬することで、本来では膨大な台数で往復する清掃車が招く環境負荷の抑制および、道路渋滞の緩和にも大きく役立っている。その後、川崎市の輸送実績を応用したさいたま新都心建設工事で発生した大量の残土輸送（#単独返回送ダンプ用タイプ）事例を皮切りに、全国各地での下水処理場から排出された汚泥輸送のほか、近年の全国規模で多発した災害ゴミなどの効率的輸送化へと発展している。
特筆事項として、私有コンテナとはその名の通り、JR貨物以外の会社や団体が所有し自己のスケジュールで運用している、いわば『私物』のコンテナである。そのためにコンテナ本体のスペースには、JR貨物から指定された最低限の記載義務事項や、危険品や特殊品に関しては関係する法令で定められた表示事項と、各種の保安上の規制色（一例としてタンクコンテナに適用されるグレー色や、黄色など）や、社会通念上の概念を守れば、使用する色彩やデザインを駆使して自由に表現できる。
- ウィキメディア・コモンズには、鉄道コンテナのペインティングに関するメディアがあります。

## コンテナ規格

JR貨物コンテナのサイズ比較図

日本の鉄道コンテナ輸送を全国で展開するには、鉄道貨車での輸送は無論、関連する荷役機器や輸送トラックなどにおいて全国共通のルールを制定し、円滑なコンテナの流通を図ることが必須となる。その要となるのが、使用するコンテナの基本的な大きさや重量などの約束のほか、コンテナの種類および積載物等について荷役関係者が一目で理解できるよう統一した付番規則が必要である。この表記ルールは、1959年3月に鉄道コンテナ輸送の原型となった10 ft形のドライコンテナが登場して以来、60年間以上にわたり、幾多の諸問題を解決しながら「コンテナの登録規格」として発展し続けてきた。
以下では旧、国鉄時代及び、現在のJR貨物時代それぞれの組織的な時代の流れでの、主なコンテナ登録規格を記する。
なお、現在の日本における鉄道コンテナの規格は、旧、国鉄時代の四種類規格から三種類規格に改められている。
- 1種（12 ft形コンテナ） : 長さ 3,715 mm、幅 2,450 mm、高さ 2,500 mm、最大総重量 6.8 t
- 2種（20 ft形コンテナ） : 長さ 6,058 mm、幅 2,490 mm、高さ 2,500 mm、最大総重量 13.5 t（＝JIS Z 1610規格 2033に適合）
- 3種（30 ft形コンテナ） : 長さ 9,125 mm、幅 2,490 mm、高さ 2.500 mm、最大総重量 13.5 t（＝JIS Z 1610規格 3033に適合）

### ハローマーク

規格外コンテナに表示されている規格外マーク（通称：ハローマーク）

上記1〜3種の規格より各数値が大きい場合は規格外コンテナとされ、積載できる貨車ならびにコンテナの運用区間の制限を受ける。
規格外コンテナに該当するコンテナには、黄色地の菱形マークが付けられ、超過した数値の種類ごとに菱形を縦横4つに区分したそれぞれの区画に黄色地の三角形を、超過の種類を表す黒色のアルファベット1文字とが記される。黄色い三角形の場所とアルファベットとの対応は固定され、それぞれ左上が高さ超過 （H）、右上が長さ超過 （L）、左下が横幅超過 （W）、右下が総重量超過 （G）を表す。鉄道コンテナの規格内に収まっている数値内容の三角形については超過を表す三角形は黒く塗りつぶされ、菱形のうち超過した項目のみが黄色く浮き出ることから、遠くからでも超過の種類が判別できるようになっている。

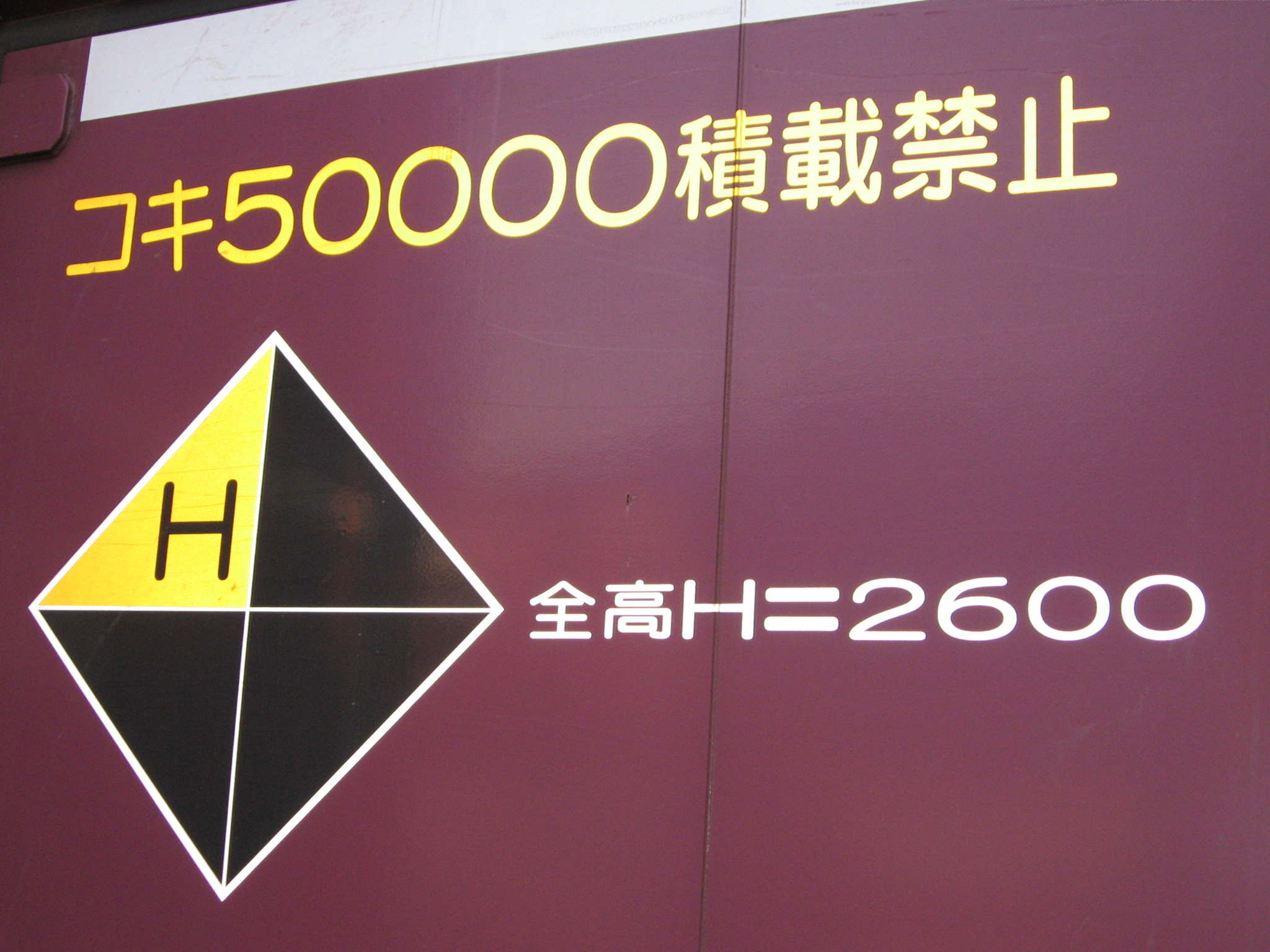
（H）高さのみ規格外である

例として横幅（W）のみ規格内の数値、高さ（H）、長さ（L）、総重量（G）がいずれも規格外であれば、四個の三角形から成る菱形のハローマーク内は左上（高さ H ）、右上（長さ L）、右下（総重量 G）が黄色地で塗られ、左下（横幅 W）は黒く塗られる。結果として H・L・G のアルファベットとそれに対応する三角形が黄色く浮き出るハローマークとなる。逆に横幅（W）だけが規格外で、残りすべてが規格内に収まる数値のコンテナであれば、ハローマークは左下（横幅 W）のみが黄色く、その他は黒く塗られたハローマークとなる。
- ウィキメディア・コモンズには、鉄道コンテナの各種規制表示に関するメディアがあります。

### 国鉄コンテナの付番規則
国鉄時代における鉄道コンテナの付番規則は、次のように定められた。荷主の要請からコンテナ扱の最小輸送単位は10 - 12フィート・5トン のサイズが一般化し、このコンテナ長と積載量はJR貨物になってからも引き継がれた。
- 5 t積みコンテナの登録初期1959年（昭和34年）からは、種類が少数のため、コンテナ形式を表す冒頭のアルファベットはなく、単に3ないし4桁の数字で付与されていた。なお量産型の初形式は、国鉄5000形コンテナであった。
- コンテナ記号制定後の1966年（昭和41年）からは、コンテナ種別を表すアルファベットに続き、形式名を表す2桁または、3桁の数字が付与された。また私有コンテナについては種別を表すアルファベットの前に私有コンテナを表すアルファベット文字 U が付加され、種別を表すアルファベット1文字に続き、数字1文字でコンテナの大きさや使用用途を分類した。

- ドライコンテナ (C): C10形コンテナなど
- ホッパコンテナ (H): H10形コンテナなど
- 無蓋コンテナ (M): M90形コンテナなど
- 冷蔵・冷凍コンテナ (R): R10形コンテナなど
- タンクコンテナ (T): T10形コンテナなど
- 通風コンテナ (V): V10形コンテナなど

 
- コンテナ管理番号の例: C12 129など
- 私有コンテナの例: UR4-1 （日本石油輸送所有の冷蔵コンテナ）

コンテナ本体番号は形式付番に続く、後ろの一連の数値である。形式付番と合わせて、「コンテナ番号」と称する。
- ウィキメディア・コモンズには、旧、国鉄コンテナ登録規格に関するメディアがあります。

### JR貨物コンテナの付番規則
国鉄時代との大きな変更点は、種類を表すアルファベットに続く数字を内容積・床面積の呼び数値に変更したことである。これにより1個のコンテナに積載できる貨物量の目安を分かりやすくした。
- JR所有のコンテナの場合:
  - 最初にコンテナの種類を表すアルファベット （ドライコンテナのみ、ドライコンテナを表すアルファベット文字の C を省略する）が付き、続いて有蓋コンテナ・タンクコンテナの場合は内容積を m3単位に丸めた数値、無蓋コンテナの場合は床面積を m2単位に丸めた数値（呼び数値）が続く。数値の次のアルファベットは改良順にAから順に付番される。コンテナ本体番号はハイフンで結んだ後ろに記載されるが、コルゲート加工により読みづらくなる場合は記番号を縦書きにし、縦棒または中黒で形式番号と本体番号とを区切る。細かい設計変更の際、番号をきりの良い数値から振り直すのはJRの車両番号の付番方式と同じである。
- 私有コンテナの場合:
  - 先頭に私有コンテナを表す U が付き、続いて区分および用途記号を表すアルファベット、JR所有コンテナと同じく呼び数値、そして、使用用途を表すアルファベットが付く。コンテナ番号はハイフンで結んだ後ろに記載されるのはJR所有コンテナと同じである。

- ドライコンテナ (C): 19G形コンテナ（内容積 18.6 m3・積載 5 t）、U47A形コンテナ（31フィート大型コンテナレギュラータイプ 内容積 47.2 m3・積載 約13.2 t）など
- ホッパコンテナ (H): UH6A形コンテナ（私有コンテナ・普通品輸送用。積載 5.9 t））など
- 無蓋コンテナ (M): UM8C形コンテナ（主にアルキルアルミニウム積載容器輸送用）
- 冷蔵コンテナ (R): UR20A形コンテナ（私有コンテナ・普通品の輸送用）など
- 冷凍コンテナ (F): UF15A形コンテナ（私有コンテナ・普通品の輸送用）など
- タンクコンテナ (T): UT07C形コンテナ（私有・危険品輸送用）など
- 通風コンテナ (V): V19C形コンテナ（内容積 18.6 m3・積載 5 t）など
- 廃棄物専用コンテナ (W): W18F形コンテナ（PCB混入廃棄物輸送専用。内容積 18.1 m3・積載 5 t）など
- 事業用コンテナ (Z): Z19F形コンテナ（内容積 18.6 m3・積載 5 t。車軸輸送用）など

 
- コンテナ管理番号の例: 20D-1066、U47A-38024（コンテナの管理番号を縦書き）

 - 付番規則が国鉄時代・JR時代に分けて解説されている。

### 私有コンテナ登録規格
私有コンテナ登録規格には旧、国鉄時代に制定されるも、現在は登録が終了した「旧式登録規格」と、現行のJR貨物で制定されて日々登録が続いている「新式登録規格」の二通りが存在している。

## 種類
日本の鉄道輸送の運営母体は、旧、国鉄から始まり、その後の民営化により現在では、JR貨物という民間会社が一手に担っている現状下では、JR貨物以外の民間会社が所有している私有コンテナの一部には、旧、国鉄時代に新規に制作・登録されたコンテナも僅かではあるが、多少なりとも未だに現役で運用されている。しかしこのような運営母体が途中で変わったという特殊な事情ゆえに、種類によっては元々、旧、国鉄時代での種類区分がなく、JR貨物発足後に新たに生まれた種類も多少ある。
この現状に即して、そのような場合のみ 
- ※このコンテナは、JR貨物発足後に新たに生まれた種類である。
- ※このコンテナは、過去には混在していたが淘汰されて、現在はJR貨物での登録のみである。

旨の注釈を付け、それ以外では特に注釈は付けず旧、国鉄と、JR貨物それぞれで登録されたコンテナが混在している現実として表記を進める。

### ドライ・コンテナ
積荷はISOドライ・コンテナと基本的には同じである。運用形態はJR貨物が所有するコンテナと、JR貨物が輸送を認め私有コンテナとして登録した官民が所有する形態での、二通りに分かれている。
使用するコンテナは、別記（#JR貨物コンテナ登録規格参照）の通りのサイズ規格により厳格に別けられており、国内鉄道での運用が基本のため、また日本の商慣習や顧客イメージおよび、コンテナ内での貨物の積み付け諸事情を反映して海上コンテナや、内航コンテナで主流を占める鉄板むき出し仕様はない。逆に湿気防止のベニヤ板を貼り付けた内張りがあり、そのほかに積付け用のフック用リング・ラッシングレールなどの装備が充実している。
ただし、内張りのない代表例として、旧国鉄時代に国鉄所有で当時の危機的財政難の折に製作コスト節約のために、新形式として登場したC35形での事例がある。しかし、登場間もなくからこのコンテナを使用する荷主や輸送関係者から湿気による積荷の変質や、むき出し鉄板との摩擦による積荷の棄損事故・苦情が多発し、通常の輸送には不向きとされその後、内張りを急遽復活させた新形式C36形に移行し、余剰となったC35形は早々と淘汰されたり、産業廃棄物輸送などに転用された。
またJR貨物への移行にあたり、各コンテナ種類や形式付与ルールが大幅に変わり、ある意味細分化されたために煩雑感も否めなくなってしまった。この影響下で時代の流れと共に、取り扱う貨物内容も旧国鉄時代では思い付かないような事例が多発し、またそれに対処するためにも全く新しい構造をしたコンテナも次々と開発されて来た。元々このドライコンテナ自体が、コンテナの生まれた基本形である『 箱型 』であるために、工夫次第では以後に触れるホッパ・タンク・冷蔵・通風・自動車用などの、極端にいえば多くの特殊コンテナの代用にもなりうる。そのような汎用特性から極一部の事例（完全通風仕様等）を除き、基本的には『ドライコンテナ』という原則を超えない範囲で、特殊な構造仕様も登場してきた。

#### 特殊事例（簡易保冷・断熱仕様）
昭和40年代に、当時は私有コンテナの5 t積み10 ftまたは12 ft形では、ドライコンテナが認可されていなかったために、旧、国鉄所有の C20形 コンテナの一部を民間事業者にリースという形で、貸し出す制度が試験的に始まった。この制度を利用して借り受けていた久留米運送への割り当てコンテナの室内に断熱材を貼り付けて、簡易的な保冷仕様として登場した。
本格的に登場したのは、昭和45年から登場して利用が急拡大していた UC5形を使用していた一部の事業者が、主にブランド米品質の安定と、銘柄価値の向上で定温輸送をするために、主に東北地区 - 関東・関西地区間で流通するコンテナを対象に改造または、新造して配備していた。導入にあたり、新潟くみあい運輸のように新造した UC5 - 5344 〜 5357 までの14個全てを割り当てた保冷輸送専門の事業者も存在していたが、最終的には4,000個以上も大量配備されたUC5形の中に占める個数は、わずかであった。
このために元々の形式区分はドライコンテナのために、本体にわざわざ『 保冷 』の表記をしない限り外見からは判断が付かない。また、元々保冷自体の表現が曖昧なために保冷仕様ながらも特に表記されない事例もあった。
- ウィキメディア・コモンズには、私有ドライコンテナ（保冷仕様へ改造）に関するメディアがあります。

#### 特殊事例（ウイング仕様）
このウィングボディ仕様で日本の鉄道輸送用コンテナとして始めて登場したのは、国鉄から民間会社としてのJR貨物に移行して二年目となり、また昭和時代末期となる1988年11月に、20 ft形フルウイングタイプの1枚壁仕様としてJR貨物東北支社発注により、日本トレールモービル社の製造で登場した。本来ならばJR貨物関連の自社所有コンテナではあるが、何故か私有コンテナ登録となるU28A - 1として登録された。また通常、汎用コンテナに多く見られる後妻壁側（トラックでの後部積み込み口部分）のドアは付いていおらず、両側のフルウイング開口部のみの二方向開閉仕様であった。なお、全てのタイプ共にウイング部位の開閉はトラック等からの24 V電源で開閉する。このためにトラックに接続する電源ケーブル及び、開閉コントロールスイッチ類が電源モータや油圧ポンプを収めた収納箱と一緒にコンテナの片妻側に装備されている。また作業の便宜上、コンテナを積載するトラックにもコンテナとケーブルを繋いだ時に使用できる、開閉コントロールスイッチ類が装備されている。
参考までに、これらのウイングコンテナを製造しているメーカーの日通商事では、開発経験を生かし国際運用とはなるが、40 ftISOコンテナにおいて過酷な環境で使われることを想定して、ウイングの開閉にはあえて電力を使わず、代わりに市販のインパクトレンチ（電池駆動のドリル工具）でコンテナの油圧ポンプを回して開閉するという、ユニークな構造を開発している。
以下にタイプ別の詳細を、コンテナの登場順で記す。

##### フルウィング側面一枚仕様
このタイプは、冒頭で説明した経過により日本で始めて登場したウィングコンテナで採用された仕様である。構造的には、既に2 - 4 tトラックなどで幅広く採用されていた、側面壁全体が一体となって上部に跳ね上がる構造となっているが、その構造ゆえに跳ね上がる重量が増し、そのために開閉用モーターの負荷が大きくなるのでモータも大きくなり、これらの機器を納めるスペースがトラック仕様とは大きく異なり極端に制約される。このために30 ft級の製作には不利になってくる。
また跳ね上がった側壁が、片側または両側へ2 m弱程度せり出すので、屋根のない屋外での雨天等での荷役時には重宝されるが、逆に狭い通路側や道路沿いの倉庫などへ、このコンテナを積載した状態で横付け（プラットホームへ電車が止まっているイメージ）した時に、建物と車体の間が約2 mほど取れない場合には、側壁の開閉自体ができない恐れがあるなどの制約が多い。このためにこのタイプがトラックで採用されるのは、特定の部品工場から特定の倉庫間など、双方の施設状況が分かっているような事例で多く採用され、逆に荷役先の施設状況のつかめない不特定多数向けには不利となるので、このタイプは敬遠されやすい。
これらの理由からこのタイプとしての登録は、現状ではウィングコンテナとして初登場したJR貨物東北支社ながらも、なぜか私有コンテナとして登録された U28A-1 だけに等しい状況である。
※このコンテナは、JR貨物発足後に新たに生まれた種類である。

##### セミウィング仕様

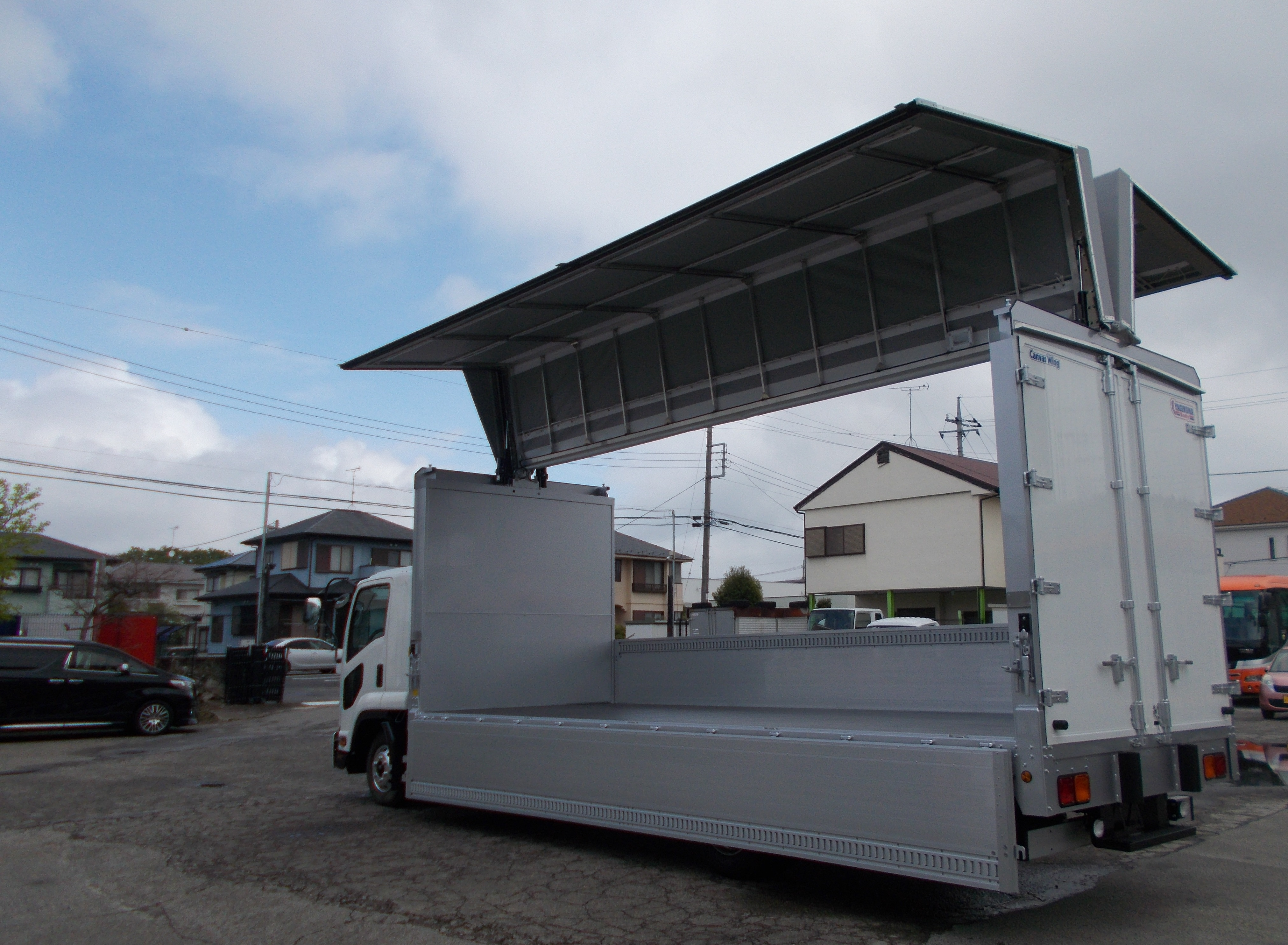
鉄道仕様と同等の構造で4 tトラックに架装された、20 ft級セミウィングコンテナのイメージした参考画像。下側に垂れ下がっている横長部分は手動での作業となり、30 ft級の場合は左右に2分割される場合がほとんどである。また画像のように最後部側が、観音開きとなるタイプも多い。

二番目の鉄道用ウィングコンテナとして、JR貨物が試作品で配備した30 ft形、両側開き・片妻開き仕様のいわゆる三方開きコンテナが今度は自社所有の登録で、1989年2月に42A - 1番となった。構造的には、全長が長くなったために#フルウィング側面一枚仕様での各種欠点を解消するために、当時の各種サイズのウィングボディ式トラックに広く採用されていた、側面壁の上半分（約2/3程度の高さ）が屋根部位と共に電動で跳ね上がり、残り下半分（約1/3程度の高さ）を作業員等による手作業で、アオリ戸式に下へ垂れ下がる構造とした。これが【セミウィング仕様】として、後のウィングコンテナの基礎となり、改良を重ねながら多くの形式へと発展し続けて大量に登録されている。
ただし、コンテナの製作費は次項で記する#フルウィング側面二枚折り仕様と比較すると安くはなるが、側面下部はバーベル運動のように人力での上下作業となる。
- ウィキメディア・コモンズには、セミ・ウイングコンテナに関するメディアがあります。

※このコンテナは、JR貨物発足後に新たに生まれた種類である。

##### フルウィング側面二枚折り仕様

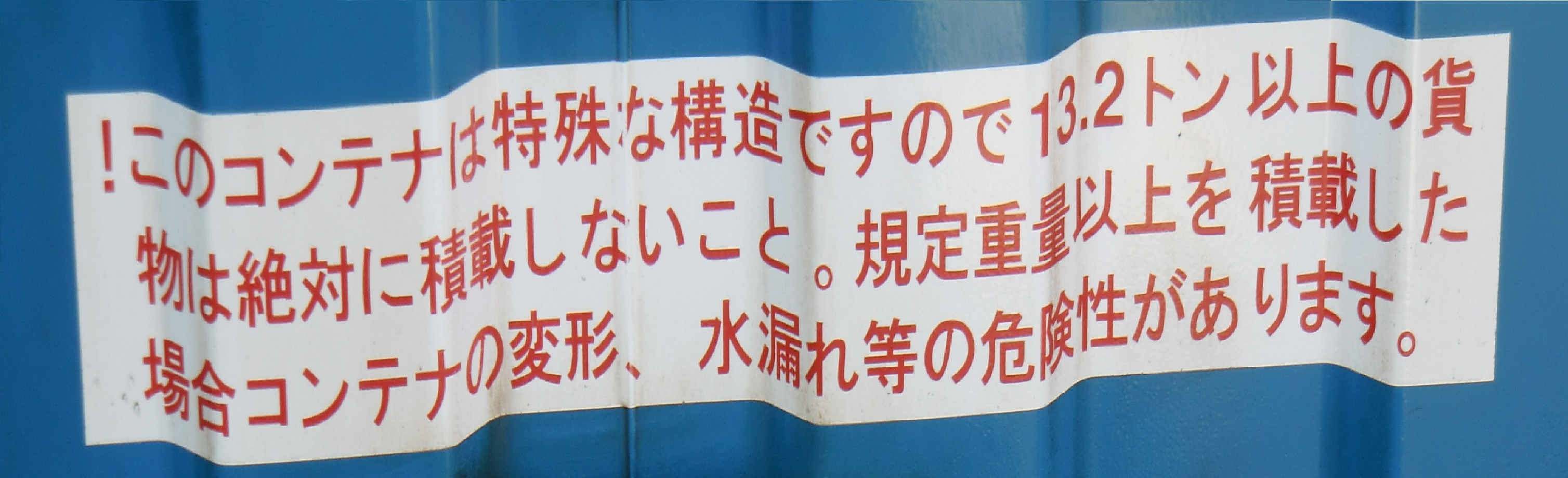
複雑なウイング展開構造のために、特許を保有する日通商事が製作したコンテナに必ず表示される、過積載防止の警告シール。なお画像では「13.2 t以上の貨物」と規制されているが、この数値はコンテナ構造により変化する。

#セミウィング仕様の最大の欠点である、重い下半分アオリ戸の開閉作業をする作業員（特に荷役作業も兼任するトラック運転手）のさらなる負担軽減を含む、作業時間効率化のために、31 ft形をベースとして日通商事が特許を取得して開発し、日本通運が2000年に始めてU47A - 38000〜番台として登録した通称、「ECO LINER（エコライナー） 31」形コンテナである。登場初期は複雑な構造ゆえに故障も多く発生していたが、その便利性と効率の良さから改良され、また登録個数も現代の深刻な運転手不足を反映して、数多くの事業者に好んで採用され続けている。
また業界団体である全国通運連盟が、導入を検討する企業等へお試し輸送での貸し出しと、宣伝・展示用のために所有する、U48A - 38001を使って全国各地の貨物駅での展示会他、大型イベントホールなどでの各種物流関連イベント等でも積極的にアピールして、普及拡大を図っていた。さらに近年の深刻な人手不足による路線便トラック輸送等から、これらのコンテナ輸送へシフトしやすくさせるために、コンテナの導入条件にもよるが、国（国交省）や関連団体などからも各種補助金の優遇制度が充実してきているために、今後このタイプの増加も予想される。
- ウィキメディア・コモンズには、フル・ウイングコンテナに関するメディアがあります。

※このコンテナは、JR貨物発足後に新たに生まれた種類である。

#### 特殊事例（屋根全面上昇仕様）
※このコンテナは、JR貨物発足後に新たに生まれた種類である。

#### 特殊事例（屋根片側ハッチ仕様）

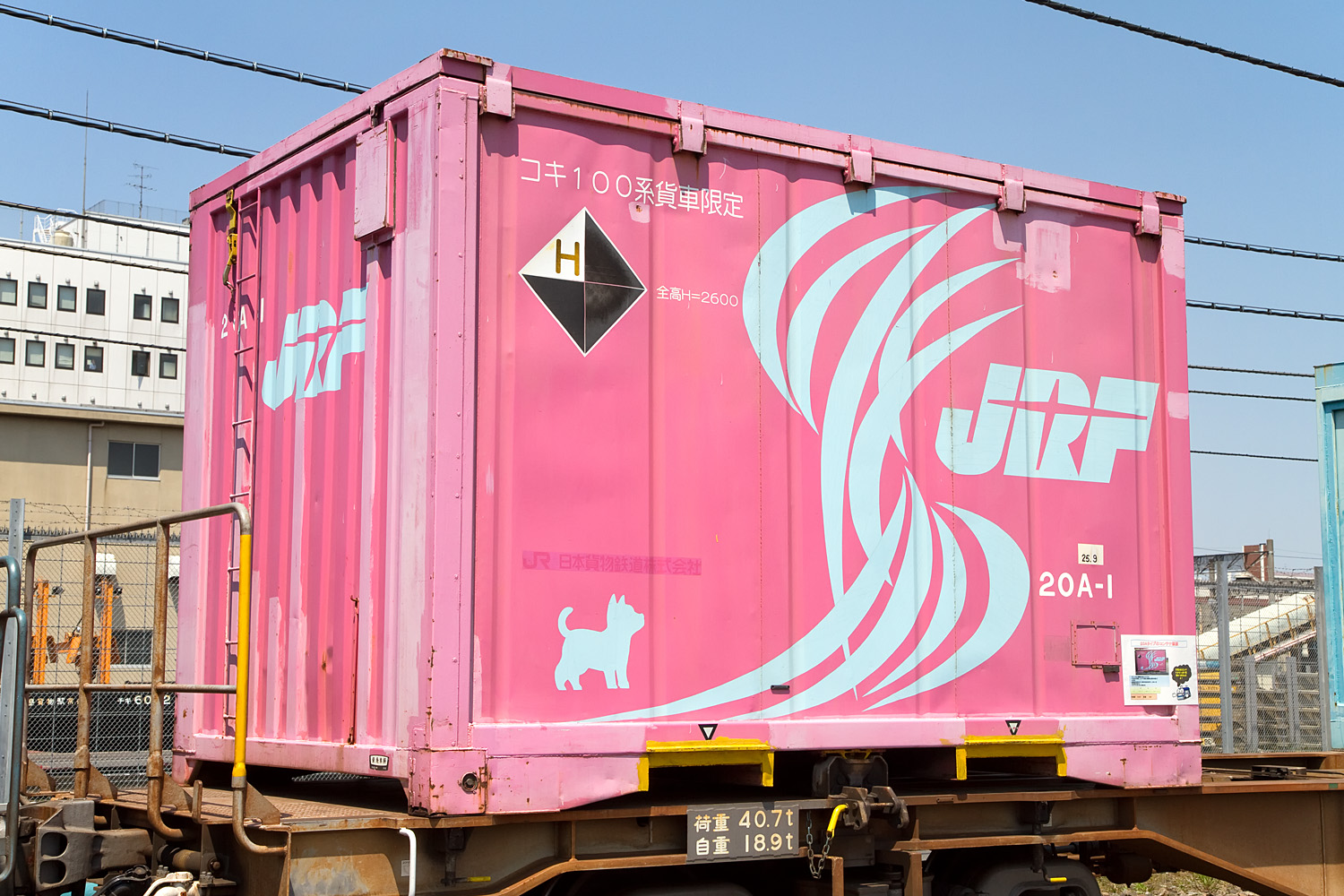
JR貨物へ試作的に配備された20A形で、反対側より積み込む。画像手前側は開閉用の天板の根元となる蝶番が付いている。

コンテナ本体の長手側の、片側のみに取り付けられている通常の観音開きドアより、コンテナの室内高さギリギリの高さに製作されている専用ラックに積まれた積荷（主に二輪車等）をフォークリフトで出し入れする時や、専用のラックに積まれた商品の上部をコンテナに積み込んだままの状態で結束する作業空間確保のために考案された。構造的には、コンテナの積み込み口側真上の屋根部位を片端側でつっかえ棒状態で固定して、屋根全体を斜めに持ち上げるように考案されて荷役作業の効率化を図っている。イメージとしては、車のボンネットを持ち上げた状態となるが、開閉角度は45°までは開かない。
現状では、12 ft形で試作的にJR貨物所有の20A形として一個のみ製作された。その後に量産となった私有コンテナでは、その特殊な運用特性のために現状では全国通運ただ一社のみが、U20A - 0〜番台と、U20A - 500〜番台の両番台で合わせて数十個程度しか存在せず、また運用区間も限定されている。しかし、近年の二輪車需要減退の影響で利用されなくなった。
※このコンテナは、JR貨物発足後に新たに生まれた種類である。

#### 特殊事例（通風仕様）
ISOコンテナ同様に基本はドライコンテであるが、家庭用エアコンのリモコン位の大きさ仕様の縦長小型通風孔を、主にコンテナの長手方向の側面等に数個程度を取り付けて、いわゆる気休め程度の換気をしているコンテナも多数あるが、この程度では通風コンテナの区分とはならない。しかし旧国鉄時代に登録された20 ft形私有コンテナUC5形式のごく一部には、後付け改造によりコンテナ四側面を帯状に覆い尽くす多数の通風孔が取り付けられて、もはや完璧な「通風コンテナ」仕様ながらも、たとえば「#タンクコンテナ」での積荷の変更で時々見受けられる「非危険物」UT1形式から、「危険物」UT3形式形式（またはその逆パターンもある）のようにUV5形式へ改番されるようなこともなく、なぜかドライコンテナ区分で登録され続けていた珍品が存在していた。
判明している固体は、西濃運輸所有、UC5 - 3633 片妻一方開き仕様および、グループ会社の、昭和西濃運輸所有、UC5 - 5121 片妻一方開き仕様の二例である。
その他にも、所有者独自に工夫を凝らした後付の通風仕様も複数例存在してはいるが、ドライコンテナ全体の個数から見れば「#特殊事例（簡易保冷・断熱仕様）」と同じ様に、ごく少数であった。
- ウィキメディア・コモンズには、私有ドライコンテナ（通風仕様へ改造）に関するメディアがあります。

#### 特殊事例（防振仕様）
※このコンテナは、JR貨物発足後に新たに生まれた種類である。

#### 特殊事例（スワップ・ボディー仕様）
※このコンテナは、JR貨物発足後に新たに生まれた種類である。

### 冷凍コンテナ
日本国内の鉄道貨物独自の冷凍機付冷凍コンテナ（リーファー・コンテナ）の仕様には、外部発電機から電気ケーブルで給電する電動機付冷凍コンテナ「集中式クールコンテナシステム」（以下、集中式）と、コンテナ個々に独立装着した小型発電機で直接給電するディーゼルエンジン付冷凍コンテナ「分散式クールコンテナシステム」（以下、分散式）、更に両方式を纏めた「併用式クールコンテナシステム」（以下、併用式）がある。

#### 集中式

##### 集中式クールコンテナシステム

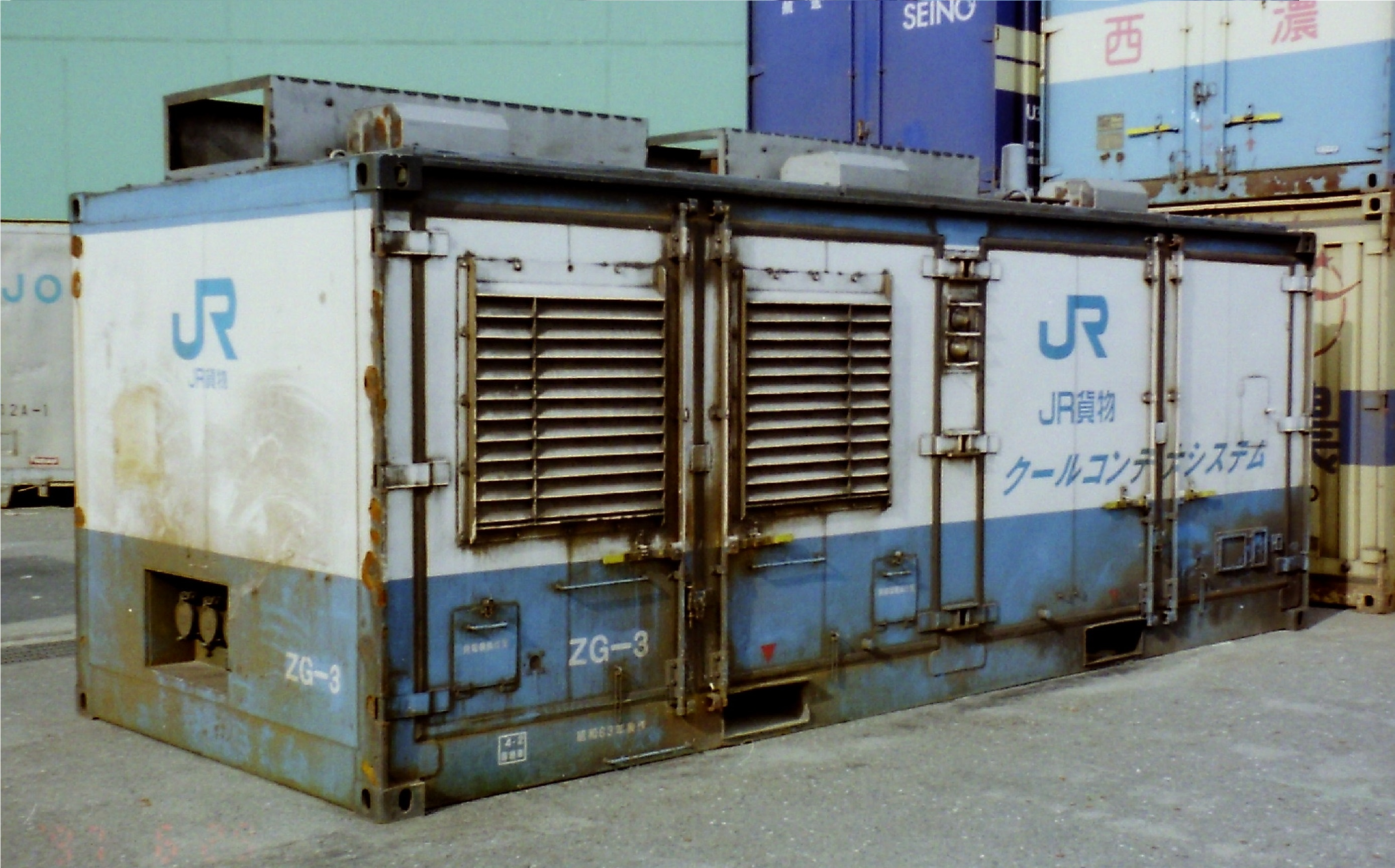
JR貨物が所有する、20 ft型のZG-3形電源コンテナ。画像左側の妻壁下部に設置された丸形コンセントよりケーブルで、複数の冷凍コンテナへ同時に給電ができる。

集中式での鉄道冷凍輸送は、1988年から関東 - 北海道区間の限定輸送で始まった。この方式で使用する冷凍コンテナは冷凍機が電動機駆動のため、電源が必要である。しかし通常の貨車には電源装置がないため、予備発電機と自動消火装置を搭載した二重系統仕様の発電専用電源コンテナとして、20 ftタイプの（G30A形 または ZG形）を積んだ貨車の前後を、電源供給用引き通し電気ケーブルを設けた貨車で挟む形で積載する「集中式」が開発された。後記する国鉄時代からすでに運用されていた#分散式では、当時の機器類の耐久性問題や自動運転技術の未熟さゆえに、長距離輸送の際には途中停車駅で多少の点検はあるもののそれ以外は乗務員の目に触れないため、万一発電機停止などのトラブルがあれば積荷が変質するなどのおそれがある。また、自然災害などによる輸送障害時に予定外に長時間臨時停車するときには、各冷凍コンテナ搭載の発電機に燃料油をコンテナ毎に追加給油するなどの手間もかかったが、この集中式であればそのような致命的打撃はほぼ免れることができる。JR貨物ではこの新しい輸送方法を、「集中式クールコンテナシステム」と名づけていた。
しかし、実際に始まってみると積載貨車が限定されるのみではなく、輸送トラックにも小型発電機を装備し、また発送者・荷受人両方においても、三相交流200 V工業規格の専用給電設備が必要となるなど、集中式では運用の自由度が極端に低かった。さらに貨車に積込・積降し時の付帯する多数の電源ケーブル接続や点検、機器の設定などの諸作業にも膨大な手間暇がかかった。このため、登録運用されていた集中式専用コンテナは、日本通運12 ftタイプ5 t積載UF15A形 - 1000〜番台および、20 ftタイプ10 t積載UF26A形 - 1000〜番台・全国通運12 ftタイプ5 t積載UF15A形 - 1000〜番台および、20 ftタイプ10 t積載UF27A形 - 1000〜番台・西濃運輸20 ftタイプ10 t積載UF26A形 - 1000〜番台の、3社合計約60個程度に留まり、わずか数年で中止されてしまった。以後、この方式は使われていない。
ただし、その後にJR貨物仕様の集中式クールコンテナシステムとは別に、ISOコンテナ輸送の需要が時代の流れとともに発生して来たので、専用の電源コンテナより各冷凍コンテナへ給電する集中式を継承して随時、以下の3ルートにて新規に輸送ルートが設定された。
- 日本のコンテナ輸送#ISOコンテナ山陽筋ルート
- 日本のコンテナ輸送#ISOコンテナ東北筋ルート（その1）
- 日本のコンテナ輸送#ISOコンテナ東北筋ルート（その2）

※このコンテナは、JR貨物発足後に新たに生まれた種類である。

#### 分散式

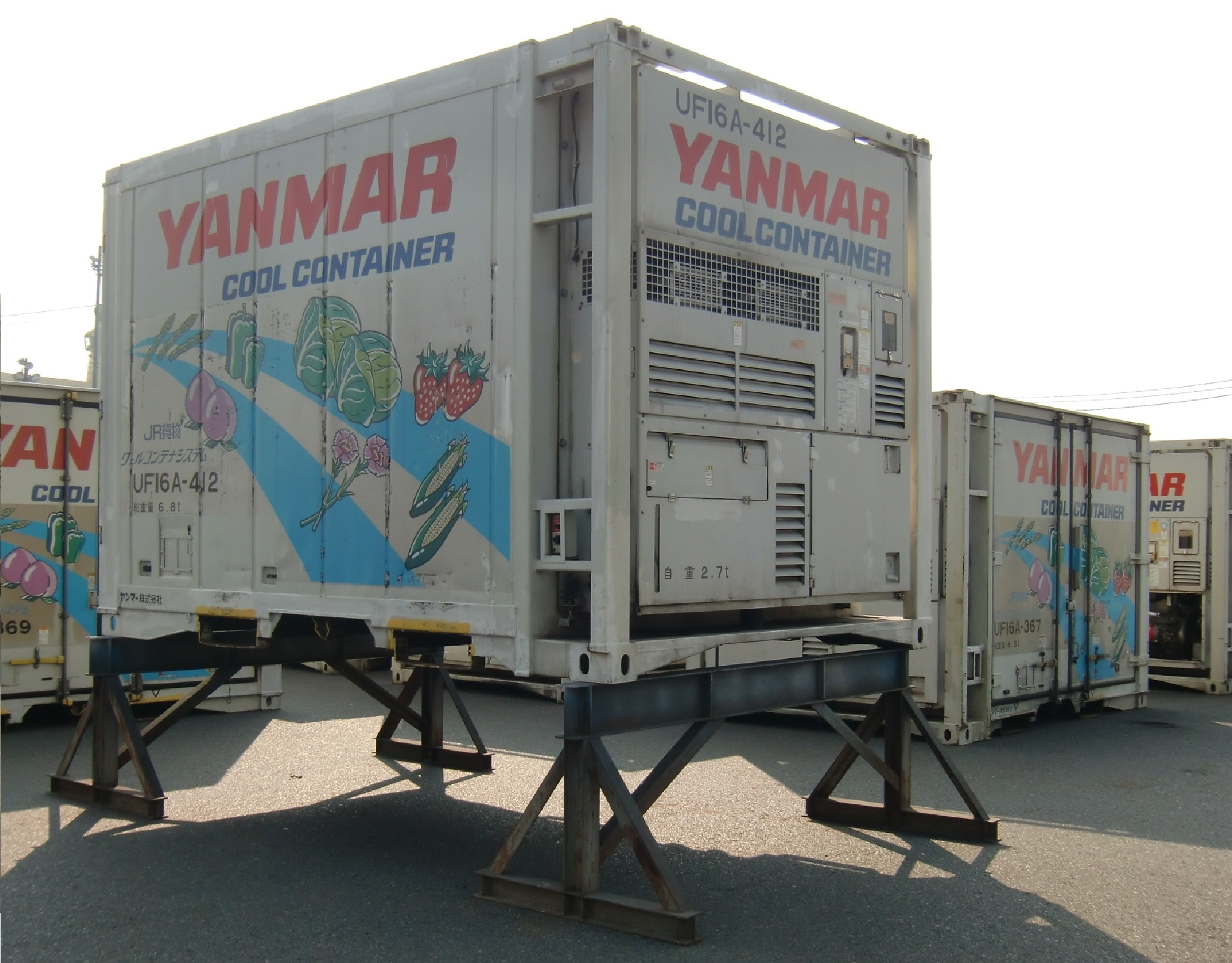
エンジン付、JR貨物輸送用の分散式私有冷凍コンテナ。

そこで集中式の欠点を解消すべく、既に国鉄時代に試作的に開発されていた各コンテナに独立した小型ディーゼルエンジン発電機を搭載して、冷凍機を駆動する分散式が再認識され本格的に導入された。先ず前記述の集中式がまだ開発・運用されていなかったJR貨物移行初期に、国鉄時代に運用していたコンテナに発電機を固定装着した20 ftタイプ10 t積載のUR5形や、JR貨物以降にそれまでの実績を引き継いで新開発された12 ftタイプ5 t積載のUF15A形などが大量投入された。しかしその後に登場した集中式との兼ね合いで一時期増備が止まっていたが、集中式の終焉が色濃くなる頃より新たに登場した新形式UF16A形と共に再び大量増備が始まり、その他にも20 ftタイプ10 t積載、31 ftタイプ10 t積載など多くの新形式が続々と大量に登場し、現在国内で流通しているJR貨物指定の鉄道私有冷凍コンテナは、大多数を占める分散式と、次節で述べる併用式の二種類で運用されている。
この方式だと、貨車やトラックに発電機を積む必要が一切なく、コンテナ内部の温度センサーでの完全自動運転により、発送者から荷受人に渡るまで最大約100時間程度の無給油連続運転輸送ができる。ただし、これらの機器を組み込むためのコンテナ側面スペースの関係から発電機は1台のみで、集中式のようなシステムの冗長性は一切ない。また、発電機設備が12 ftタイプUF15A形・UF16A形の場合は、非常に狭いスペースに押し込まれているので、発電エンジンの高温排気熱や激しい振動に長時間晒されており、日頃のメンテナンスが重要になってくる。これを怠ると発電停止による積荷の変質事故のみならず、最悪は走行中に火災を起こしコンテナ本体や貨車、周りの環境に多大な被害を及ぼすことになる。
なお、近年では連続運転時間に問題があったり冷凍機器の故障が多いUF15A形の廃棄が急速に進んでいる。
※このコンテナは、過去には混在していたが淘汰されて、現在はJR貨物での登録のみである。

#### 併用式
前記、二種類の方式を纏めた所謂、デュアルモードではあるが、現状としては近年新しく開設された福岡県博多港 - 中国間の高速フェリー輸送専用に運用されている極稀なケースで、UF15A形の5 t冷凍コンテナで使用されている。福岡貨物(タ)より国内への鉄道輸送中は、各コンテナに搭載されている独立した小型ディーゼルエンジン発電機で冷凍機類を駆動させ、博多港のコンテナヤード - フェリー積載時は、コンテナに内蔵しているケーブルにより、外部より給電を受け冷凍機類を駆動させている。
なお、本体番号は集中式に適用されている番台区分の1000〜ではなく、通常の割り当てである UF15A - 841〜850 が付与されている。
※このコンテナは、過去には混在していたが淘汰されて、現在はJR貨物での登録のみである。

#### 青函トンネル対策
過去に#集中式クールコンテナシステムが頓挫した現在、本州と北海道を結ぶ青函トンネル内では、冷凍コンテナ毎に搭載している小型エンジンで発電して、冷凍機を駆動する#分散式での走行火災事故や、またエンジンからの排熱による火災報知器の誤作動を防ぐために、エンジンを完全に一時的に止めなければならない。エンジンの停止・始動は、青函トンネル前後の地上に設置された装置からの指令を無線受信することにより行なわれるが、受信装置が付いていないエンジン付冷凍コンテナもある。リモコン装置が付いていないコンテナは、青函トンネルの通過を禁止されており、それらの冷凍コンテナ両側面には「青函トンネル通過禁止」の表記が義務付けられているが、古いタイプには未表記も存在する。

#### ヤンマー撤退とその後

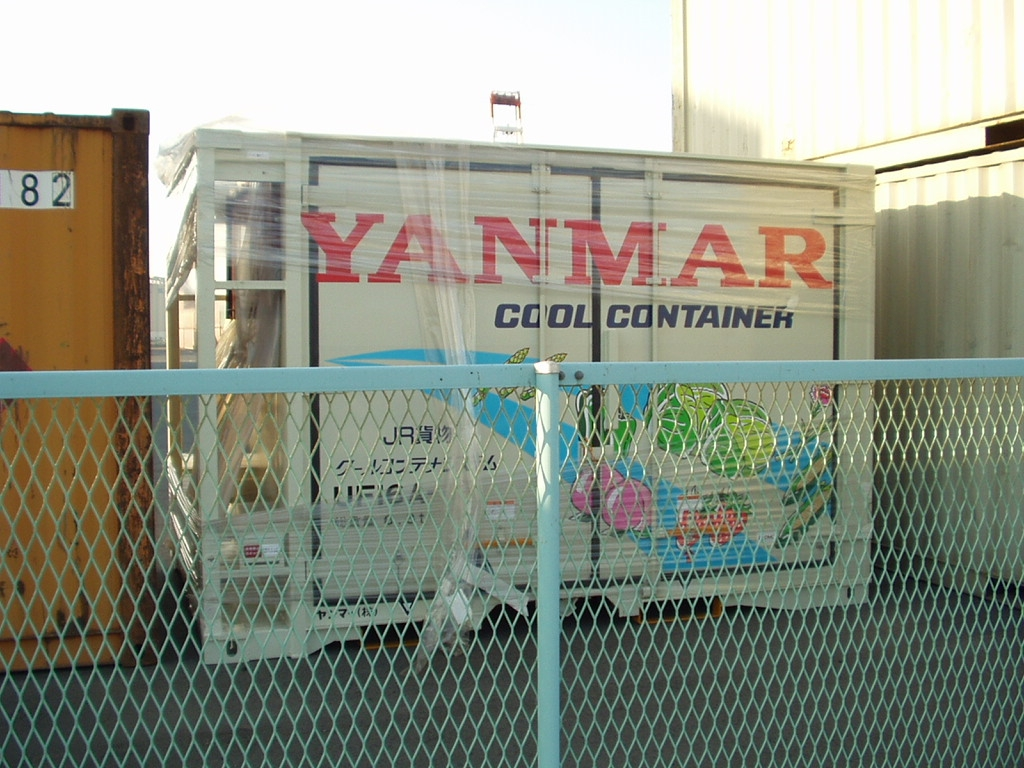
中国・CIMC社から輸入された本体。これに冷凍機が装着されて、ヤンマー所有UF16A形コンテナが次々と誕生し、そして数年後の売却リニューアル作業が行われた故郷、水島港玉島地区の海上コンテナヤード（輸入当時の2003年5月3日撮影）

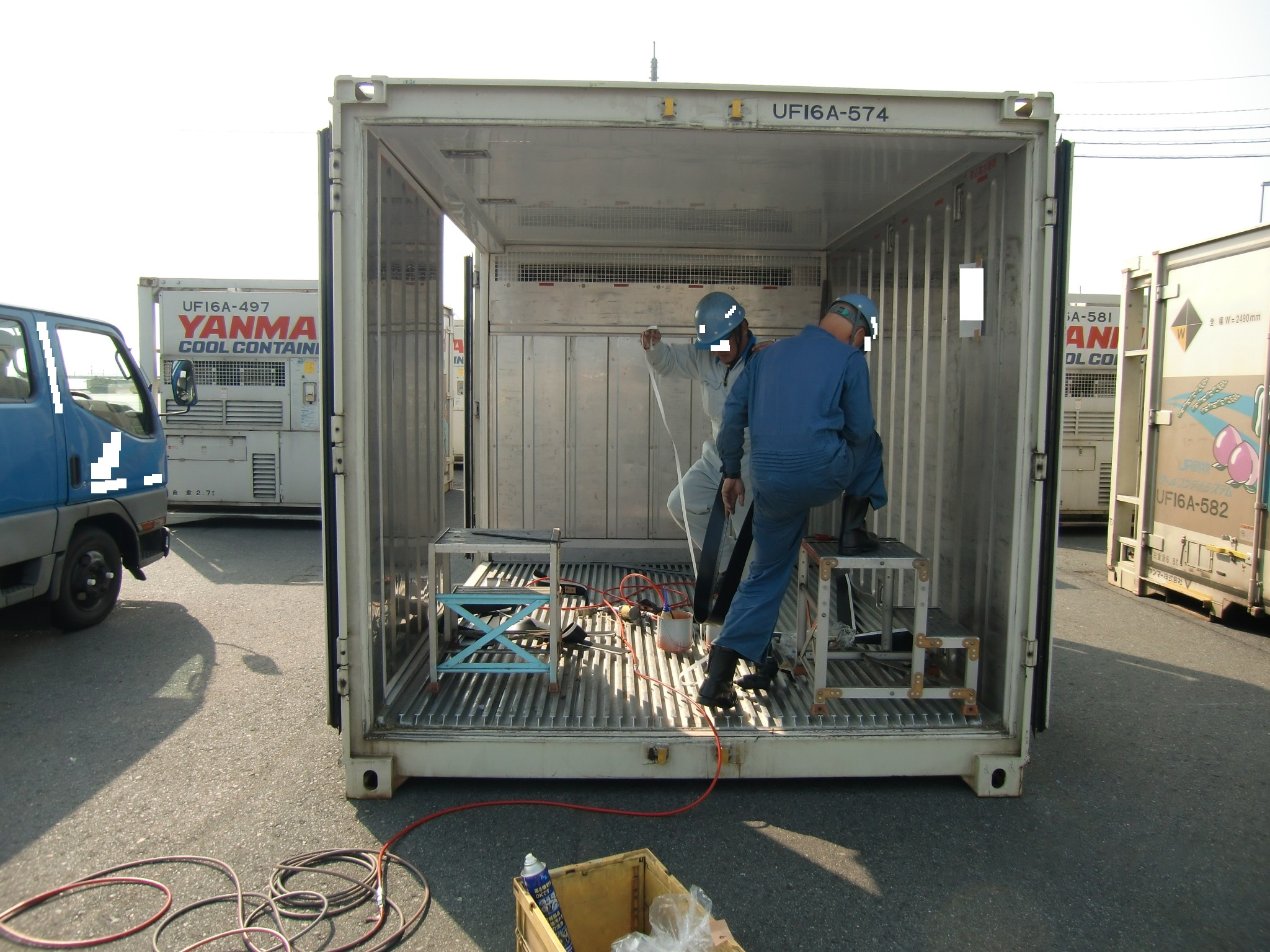
傷みの激しい内部の補修には、アルミ・ステンレス溶接などの専門的な技術を要する、大掛かりな補修作業風景（2010年2月23日撮影）

分散式で長年多くの輸送実績や荷主ニーズに対応して、各種形式をリースおよびレンタルにて大量に供給し続けてきたヤンマー株式会社が、2000年代に入っても長引く不況と需要減退により、2010年初頭より一部の長期リース契約中を除き、レンタルおよび分散式コンテナ販売より撤退した。この影響で、それまで大量に保有していたレンタル用の新形式UF16A形コンテナが、初期登録グループで既に耐用年数を過ぎたり、事故等で廃棄となった一部を除き大量に余剰となるも、これらはほとんどが登録から幾年も経過していないために、他社に売却することとなった。
売却に際し、岡山県水島港玉島地区にて大規模な補修作業を行うこととなった。2010年2月 - 3月にかけて、水島港玉島地区内の玉島ハーバーアイランド埠頭にて数十個ずつ集積し、点検整備・修理作業という流れで、これを数回に分けて行われた。これらの一連の整備完了後に丸和通運を筆頭に、日本通運・高知通運・札幌通運・北海道通運・丸運・エキスプレスコーポレーション・東札幌日通輸送などの企業カラーに大掛かりにラッピングシートで塗り替えまたは、簡素な社名のみの変更マーキング作業を経て売却された。なお、これらの余剰となった大量のUF16A形コンテナを全国から回送収集および、補修作業完了後の発送は、最寄駅となる水島臨海鉄道の東水島駅が担当し、十数 kmほど離れていた整備拠点のコンテナヤードまでは、陸路でトラックによりピストン輸送した。
しかし、当時の不況や輸送需要激減の厳しい環境下ながらも、このように大規模な補修を受けて、新たなオーナー企業の元へと巣立っていったが、心臓部の冷凍機器類はヤンマー製には変わりなく、僅か50 cm（センチメートル）ほどの奥行きしかない厳しいスペースに詰め込まれているこれらの冷凍機器類は、日を追うごとに老朽化し、さらなる細かい整備メンテナンスが必要不可欠となっている。これに対してヤンマーは売却後、5年間に限り維持管理に必要となる情報やアフターサービス（点検・修理・部品供給）を行っていたが、2015年3月31日付けで終了し、これをもって完全撤退を完了することとなった。
- ウィキメディア・コモンズには、ヤンマーのコンテナに関するメディアがあります。

※このコンテナは、JR貨物発足後に新たに生まれた種類である。

#### 変わった使用方法
リーファー・コンテナの変わった使用方法としては、冬場の寒冷地で特に凍結などを嫌う各種物資を凍結防止に、保温目的で使用する場合もある。この輸送方法は、鉄道での冬場の北海道向けJR貨物用冷凍・冷蔵コンテナ輸送でも良く用いられている。
また、冷凍機を切ってしまえば「普通のコンテナ」となるので、季節や単発運用などで特定の地域に偏ってしまった場合にも、空コンテナとして回送する無駄な費用を抑えるために通常のドライコンテナと同様に、帰り荷を確保し前項の"保温"以外にも年間を通して、全国的に冷凍以外の通常貨物も輸送している。

### 冷蔵コンテナ
旧国鉄時代より国鉄の自己所有として、R10形が主役として登場し、その後昭和47年より民間事業者へも登録が解禁されると、UR1形として時代と共に発展し続け、続くJR貨物移行後もコンテナ容積単位を新形式として数多くの派生形式が登場していく。その中でも特に特記事項として、以下のほぼ専用輸送用として保冷性能の向上や、荷役面での使い勝手なども考慮されながらさらに進化し続けている。
- ウィキメディア・コモンズには、一般的な冷蔵コンテナに関するメディアがあります。

#### 鮮魚専用重冷蔵タイプ

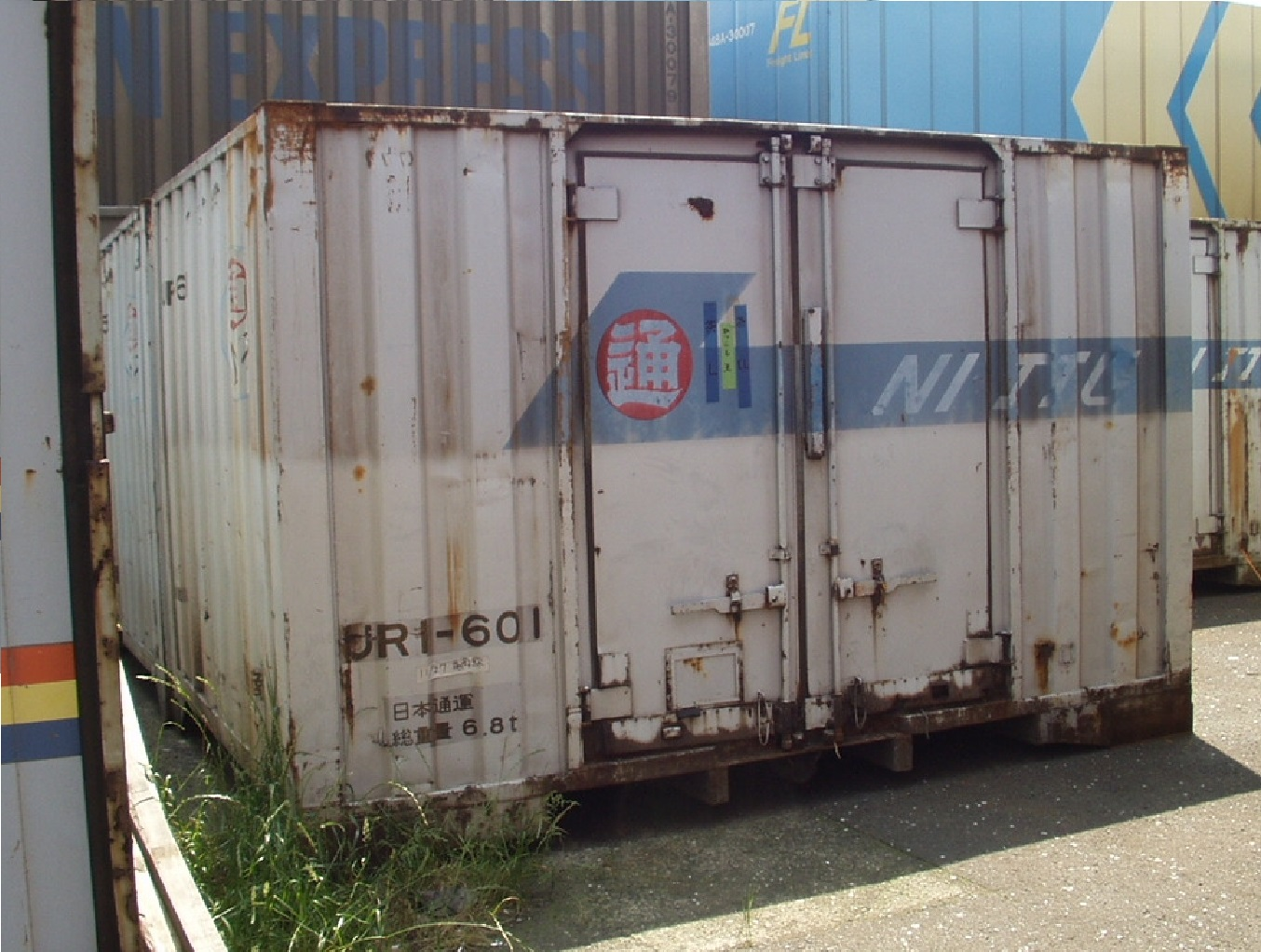
UR1-601 日通商事所有／日本通運借受。鮮魚輸送用に特化した冷蔵コンテナのために、塩害により中央ドア下部の腐食が激しくなる。この宿命的な環境ゆえに、床下中央部位にある車両へのロック装置の強度も著しく低下するので、鮮魚輸送用は比較的短命で廃棄される（2003年5月12日、福岡(タ)にて撮影。）

昭和58年に東急車輛大阪工場にて製作されたコンテナは、「鮮魚専用重冷蔵タイプ」の試作第一号として、 UR1 - 568 の国鉄登録形式番号を付与された。冷蔵コンテナの要となる、外気温をいかにして庫内へ伝えにくくするかという性能を現す数字として、熱貫流率単位で0.28 (数値が小さいほど高性能を表す) という、当時の標準的な冷蔵コンテナの約1.8倍近い高性能を誇っていた。またこの試作品は、当時各種の私有コンテナを製作していた同業者の富士重工や、日本車両と三社共同連名で統一パンフレットを作り、共同受注を模索した。なお、この方式はいわゆる、商売敵同士が共同戦を組むという前例のない販売スタイルとなったが、結局JR貨物移行後の形式変更を含めても通算で僅か数百個程度しか製作されず、しかも東急車輛と富士重工でほぼ半々の受注となり、日本車両は全く製作されなかった。
また近年では市場への引込み線廃止や、高速道路網の発達で競合するトラックなどの輸送体系の劇的な変化、さらには鮮魚輸送の宿命的ともいえる魚類特有の匂い付着の影響で、一般雑貨などの帰り荷が積載できず、ほぼ空コン状態での返回送による無駄な運賃の発生により、輸送手段としての競争力を失ってしまった。そのほか、積荷による塩害腐食により室内はステンレス仕様のためにさほどの影響はないものの、コンテナ外観の激しい腐食は避けられず、特に両側面に付いている積み込み口のドア周りや、積み込み口下部の中央付近に設置されている車両との緊締装置の致命的な強度低下による短命廃棄などの事情が重なり、現在ではこのタイプは製作されておらず、また実際に使われているコンテナは、ほぼ全滅状態と思われる。
- ウィキメディア・コモンズには、鮮魚輸送専用の冷蔵コンテナに関するメディアがあります。

#### 冷蔵・通風兼用タイプ
元々は、国鉄時代に所有していた旭川地区全通協会や日通のコンテナのドアや横壁の一部分に、冷媒として使用されるドライアイスのガス抜き用として、台所用換気扇ぐらいの口径をしたスライド式シャッター内蔵式の、簡易的な通風孔が取り付けられたのが始まりである。その後JR貨物に移行後から、日本石油輸送が新型の改良型通風孔を取り付け、「冷蔵・通風兼用タイプ」として今日に至るまで、大量に供給し続けられて、主にレンタル用として広く効率的に利用されている。
- ウィキメディア・コモンズには、通風兼用の冷蔵コンテナに関するメディアがあります。

#### 改良型超高性能冷蔵タイプ
さらに2010年代に入ってからは、断熱材の新素材が開発され続け、使用条件によっては性能のやや落ちる冷凍コンテナにも匹敵するような高性能冷蔵コンテナも開発され、形式から「スーパー UR」と呼ばれる新形も登場している。
※このコンテナは、JR貨物発足後に新たに生まれた種類である。
- ウィキメディア・コモンズには、超高性能の冷蔵コンテナに関するメディアがあります。

### タンクコンテナ
旧・国鉄時代より、1965年3月（昭和40年）に国鉄初の自己所有タンクコンテナ400形式の試作品として登場し、1966年（昭和41年）6月の称号改正によりT10形へ変更されたのが始まりである。形式変更後に旺盛な需要に対応して、最終的には24個まで増備されたT10形コンテナの積荷は、「普通品」（非危険物）扱いとなる食品系の牛脂・やし油・大豆油・ラードのほか、工業品のワックスなどであった。続いて登場したT11形（絶縁油専用）および、T12形（常温時に引火点130度以上の動植物油）などと、一転して「危険物」専用として登場した。この様に初期に登場した10番代では、「普通品」専用や「危険品」専用が入り乱れて、ある意味混乱する要因ともなっていた。その後、これらを含めて各種のタンクコンテナが量産タイプ（10数個生産）または、試作タイプ（1または2個程度）として、約20種類近くもの沢山の形式が登場した。これは、ほかの各種コンテナと比べて複雑な液体類を輸送するためにタンク貨車にも数百にも及ぶ膨大な形式がある様に、自然的に増えていった経緯がある。
ただし、基本的には国鉄が所有して一般の民間会社が借り受けて使用するも、時代背景も相まって現在のようにごく簡単な照会手続きで即、正確な使用状況がリアルタイムで把握できるわけでもなかった。このために、コンテナによっては複数の荷主からの使用願いが出されるも、個数が少なくまた使用状況がリアルタイムで把握できない要因も重なっていわゆる予約が困難となり、結果的には荷主の生産計画にも多大な支障が生じていた。これらの不便な管理状況により、荷主からの『他社との共用なく自由に使える様に』との強い要望と、貨物部門の万年赤字に苦しむ国鉄としてもなるべく投資を抑える策として、新た民間資本を導入した「私有コンテナ制度」を創設した。これにより、コンテナ区分を「普通品」または「危険品」に完全にわけて、専用形式シリーズ化を図り使い勝手を劇的に改善した。その結果、急速に各種業種の荷主や日本通運・山九の様な荷主専属運送会社のほか、日本石油輸送や日陸など、リース会社の所有者が自由に運用できる「私有タンクコンテナ」へと発展して、JR貨物へ移行後も今日に至っている。
しかしその一方で、新たな弊害としてJR貨物へ移行後に行なわれた容積または、床面積を「形式の頭」とする大規模な形式付与方式の変更と、続く番台付与に際してコンテナ本体の高さ・長さ・総重量の組み合わせにより、さらに複雑な形式となってしまっている。※鉄道私有コンテナ#本体番号への番台仕分け割り当て参照。

#### 海上タンク・コンテナとの輸送品目の違い
輸送品目は、年を追う毎に発展する生活スタイルの変化と産業技術の進歩により多種多彩に膨れ上がっているが、「普通品」・「危険品」ともに海上コンテナ#タンク・コンテナで取り扱う品目とは、多くの品目で共通している。ただし、海上タンク・コンテナでは化成品や食品の一部で流通している粉末または粒状の積荷「いわゆる粉物」に関しては、全く別のコンテナとなる海上コンテナ#バルク・コンテナで全て輸送されている。※海上タンクコンテナでは、液体・気体の輸送に限られる。
これに対して、国鉄時代から現在まで続く「JR貨物認定の私有コンテナ」では、いわゆる国内専用の鉄道タンクコンテナにおいての「普通品」・「危険品」何れでも、主に塩化ビニール樹脂またはパウダー・小麦粉・危険物扱いの塊状カーバイド（現在は廃止）などを積載するタンクコンテナも多数存在しているが、特に近年では「普通品」となる塩化ビニール系や小麦粉などの輸送が、20 ftコンテナを主として増加している。
ただし、例外的に海上タンク・コンテナ自体を構造変更することなく、新たに国内輸送用として付与されたJR貨物承認の私有コンテナ形式末尾の記号が、（G）= 「普通品」専用海上タンク・コンテナ（一例）または、（K）= 「危険品」専用海上タンク・コンテナ（一例）の二種類（形式は両形式を合わせて18形式存在している）の海上コンテナには適用されず、海上コンテナ専用タイプコード(ISO 6346#1995年改定表)に準じて液体および、気体類のみの輸送となっている。

#### 危険物用

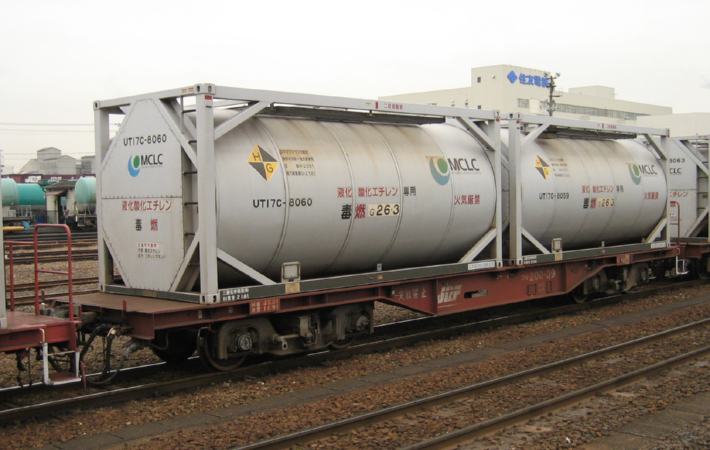
JR規格の20 ft型、危険物エチレン専用のタンクコンテナ（UT17C形）

日本国内では、化成品輸送用のJR規格・12 ft形や20 ft形の他、液体産業廃棄物輸送用の12 ft形、鉄道コンテナなども存在する。
- ウィキメディア・コモンズには、各種のタンクコンテナ（未分類）に関するメディアがあります。

### ホッパコンテナ
国際輸送されている海上コンテナでは、明確に『バルク・コンテナ』と呼ばれ、国際区分(コード)記号も（ B ）系統の記号が使われる。
日本国内で鉄道輸送される場合は、旧・国鉄が自社所有となる1966年（昭和41年）に始めてホッパ式の950形式（後の形式改定で、H90形式）として、粒状の合成樹脂類輸送用として試作したのが始まりである。その後、同じ年に全く形状の違うホッパ式のH10形式が量産形として登場し、本格的な粒状製品輸送が始まった。しかし、「 #タンクコンテナ 」と同様に、高度成長時代とも重なりコンテナの争奪戦と、当時の国鉄のヤード方式輸送による不明確な輸送事情により荷主の生産計画にも多大な障害が発生していた。
そこで国鉄は、荷主の声に応えて初の「私有コンテナ」形式として、UH1（5 t積み）が1971年（昭和46年）に登場し以来、本格的に多数の個数が登録され、その後のUH6Aから始まる新形式となりJR貨物へ移行後、1966年に初めて登場以来50年以上たった現在でも伝統的に『ホッパコンテナ』と呼ばれて、新旧形式を問わず（ H ）記号が使われている。しかし、ホッパ・コンテナと総括的に呼ばれるその一方で、各コンテナの構造により大まかに便宜上、以下の呼び名で分けられている。

#### 構造別の種類名

##### ホッパ式
コンテナ本体の約半分下部が、一個（旧式UHI形式の帝人所有などのごく一部で、片妻側からの吸引タイプ）～ 二個または三個（片側面からの吸引タイプ）に別れた、逆三角形状となって細った先に排出口が付いているのが大きな特徴である。

##### バルク式
コンテナ本体がほぼ箱型で、コンテナ上部面に設置された一個 - 三個のマンホールより積荷を投入する。積荷は、ホッパ式の様に下半身部位が逆三角形ではなく、内部の底までいわゆる箱の形通りに全体にわたり積み込むことができるので、ある意味無駄な隙間なく積載できる利点がある。排出方法には、以下の三通りに分かれている。

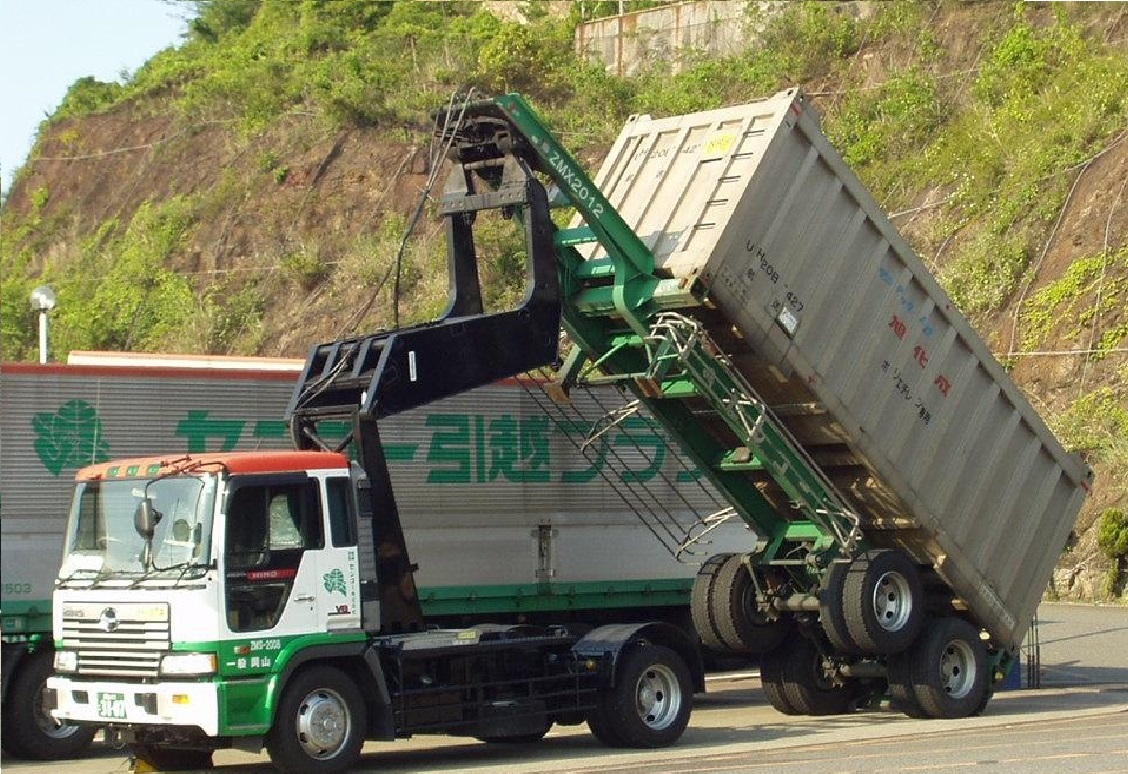
粒状の化学樹脂や、各種類の穀物を牽引トラクターに特別に装備されている装置で、積載されたコンテナをそのままダンプカーのように持ち上げて、効率よく排出する方式も盛んに行われている（岡山／倉敷市内）

- ( 1 ) コンテナシャーシでの配達時（いわゆるトレーラー状態）は、牽引したトレーラーヘッド後部の連結部位が特殊な油圧装置によりシャーシ積載状態で、地対空ミサイルのイメージで運転席寄り側を持ち上げる方法。
- ( 2 ) 配達トラックのコンテナを積載した荷台と共に、ダンプカーのように持ち上げる方法。  - ※この方法は、トラックの構造上の制約により積載重量が13.5 t程度の産業廃棄物輸送用、大型トラックの場合に共用されるが、旧形式時代から比較的12 ft級の小型コンテナ一個のみの配達となる中型トラックでも多く利用されている。
- ( 3 ) 事前準備として大型フォークリフトを使い配達先の専用施設となるコンテナを専用の台に設置して、片側のみをジャッキアップする様に持ち上げある方法。  - ※一例として、京葉久保田駅構内の専用施設で使用されている事例。

これらのいずれの場合でも、持ち上げた妻壁側とは反対側の片妻壁側下部に一箇所のみに設置された、小型の接続口（壁埋込式消火栓のイメージ）に、バキュームカーの様な蛇腹状のホースを設置して吸い出す方式となる。
ただし、例外的な方式として旧式のUH1形式（日本通運・キリンビールでの事例）では、一個積みの配達トラックに積載して通常のドライコンテナ12 ft形と同じ様に、完全な箱型コンテナの妻側の観音開きドアを着地で開き、床面に設置された地下式投入口へある程度の量を落とし込む。さらに、トラックの乗った床面をサンダーバード2号発射台の様に運転席側を徐々に持ち上げて、残りを徐々に自然落下により排出する方法も利用されていた。
しかし、近年では配達トラック自体の製造技術の向上で、以前のような危険を伴う天井クレーンなどで運転席寄り側を少し吊り上げたり、大掛かりな床上昇設備がなくてもある意味配達用トラックさえ入場できれば、トラックの荷台だけを自力で持ち上げてホース一本接続するだけで簡単かつ、大規模な設備投資を抑えつつ荷役できる環境が揃ったことで、半世紀近く前に登場した観音開きドアからの一気卸方法は、『私有コンテナ』では姿を消してしまった。
※なお、ISOコンテナでの『バルク・コンテナ』では、まだ根強い人気がある。

##### ダンプ式

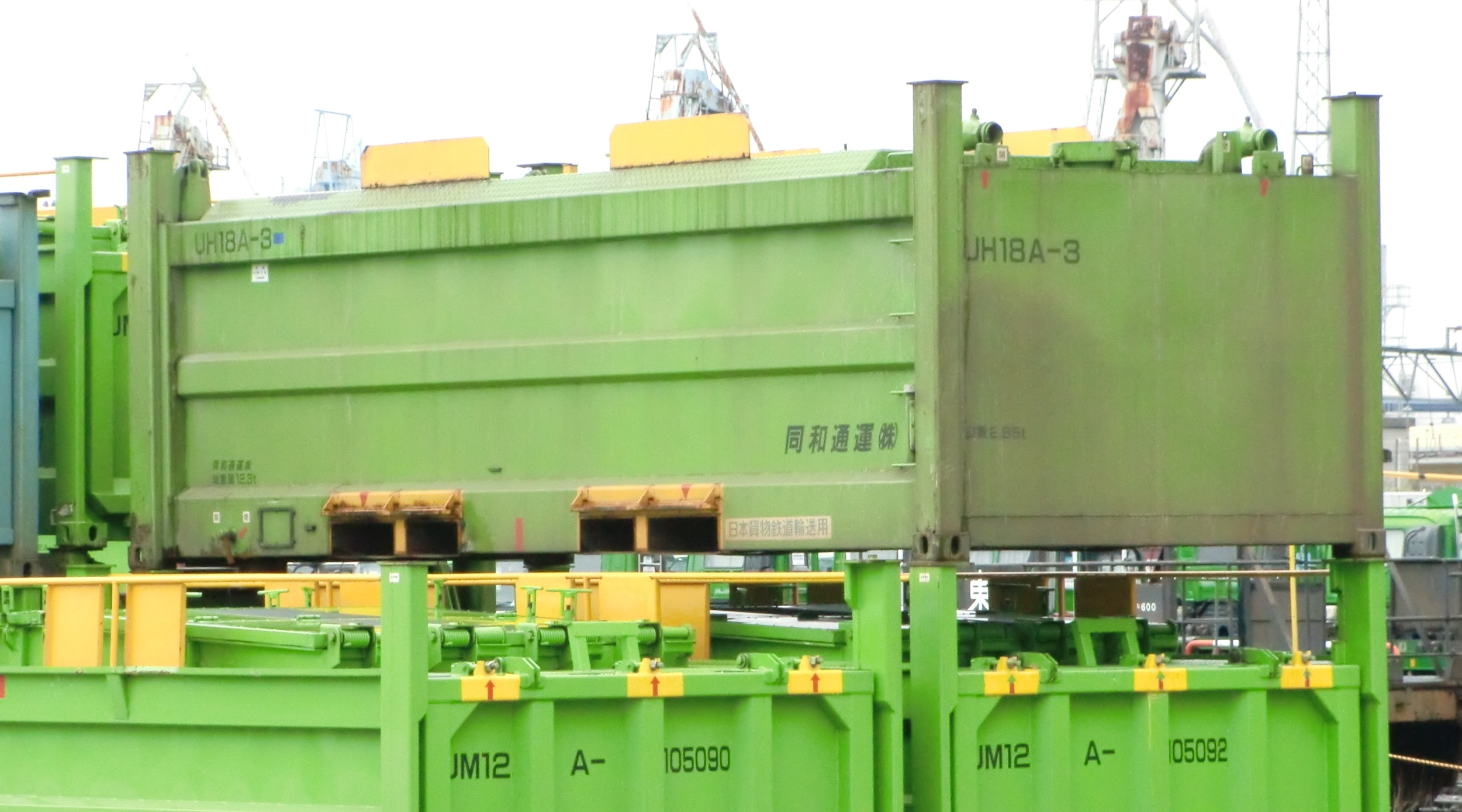
本来なら無蓋コンテナ登録となるが、ホッパ登録となった事例（東京／隅田川駅にて）

原型は、ホッパコンテナとは全く別形式の「UM系列形式」となる無蓋コンテナの真上に、シュレッダーダスト輸送用に積荷の飛散防止用と、これらの関連作業の省力化を兼ねて妻壁側中央部位で、左右に『逆ハの字式』で開閉する鉄製カバーを取り付けた1995年に初めて登場した、新型のコンテナに由来している。現在では、UM12A - 5000〜番台の様に通算で一千個以上も登録されるほど人気の高い、いわゆるダンプカーの荷台タイプの無蓋コンテナを、理由は不明ながらも『 UH18A - 0〜番台 』として、数個のみ登録されているという稀なケースである。ただし、所有者であった同和通運の2021年7月現在の、所有コンテナリストでは見当たらない。
※このコンテナは、JR貨物発足後に新たに生まれた種類である。
- ウィキメディア・コモンズには、各種のホッパコンテナ（未分類）に関するメディアがあります。

### オープン・トップ・（無蓋）コンテナ

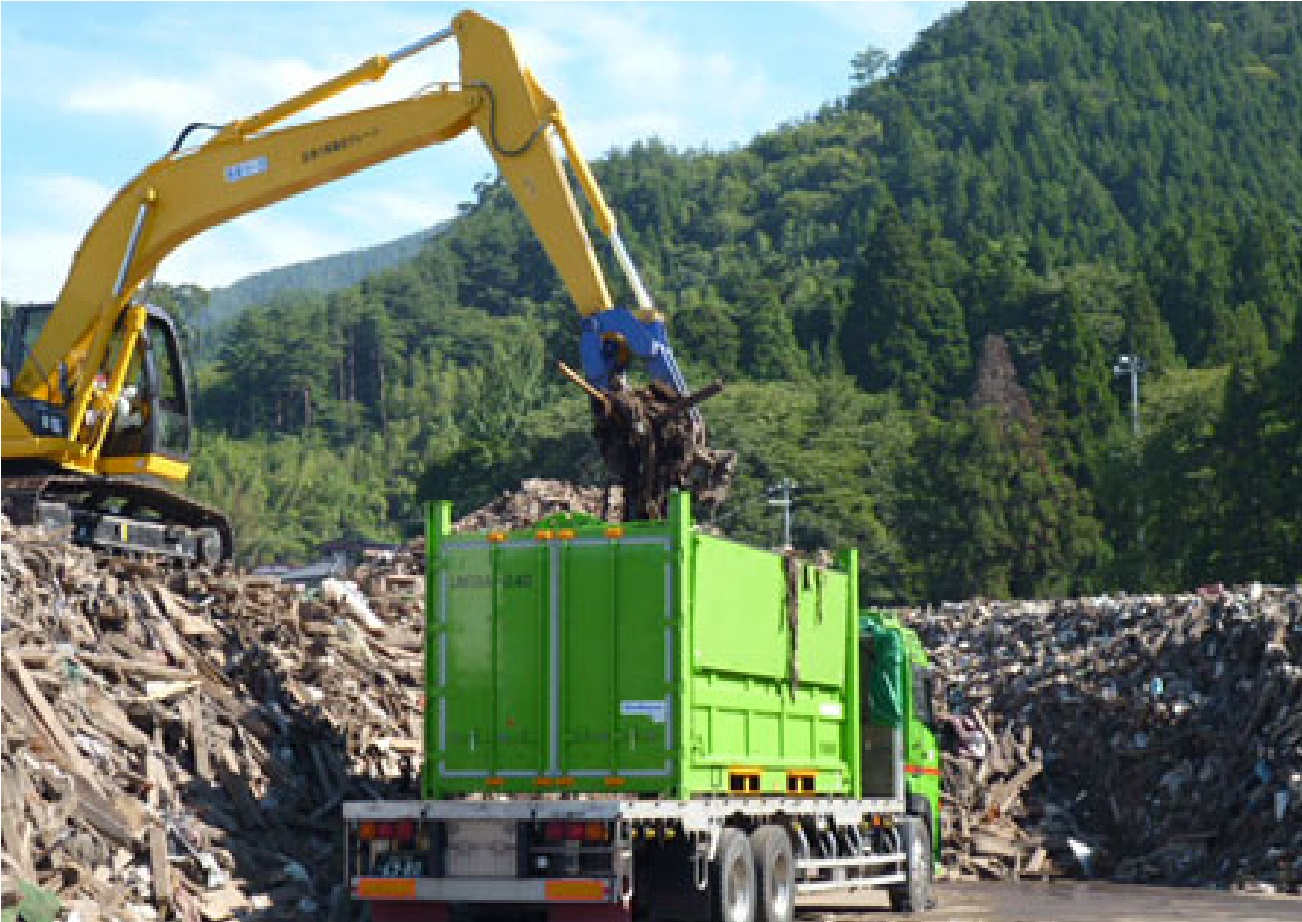
東日本大震災関連の災害瓦礫を運ぶ観音開き式の天板を備えた無蓋コンテナ。岩手県／大槌町　2016年9月14日撮影。

日本国内の鉄道での定義では、主に屋根板がなく常に天井が開放状態または、雨風等を避けるために屋根板の代わりに各種のシート類で覆いかぶせることのできる、あるいは屋根板が観音開き等の構造により自由に開放できる構造を備えている特殊なコンテナである。共通している主たる目的は、『天井部位からの貨物のスムーズな出し入れ』である。このコンテナの呼び名は、国際コンテナで使われている『オープン・トップ・コンテナ』などとは違い、日本の鉄道独特の呼び名として『無蓋（むがい）コンテナ』と呼ばれていて、コンテナの用途別に付与されるアルファベット付き形式でも、ローマ字読みの頭文字となる「M」が付与されている。
初めて登場したのは、旧、国鉄時代の1970年に国鉄自身が所有していた、5t級で屋根に幌を掛けたM90形、10t級ではフラットラックコンテナタイプで、両側の側壁はあおり戸式と六本の柵柱を組み合わせた、M900形および、汎用コンテナの屋根に幌を掛けたM901形で、各一個ずつの試作コンテナであった。しかし、国鉄はこれらの特殊コンテナは以後、全て民間資本を利用した『私有コンテナ』へ移行し、所有者夫々の輸送事情に応じて色々なタイプが登場した。さらに現在のJR貨物になってからは、特殊な各種の製品輸送・土木工事からの残土輸送・各種の廃棄物輸送などの複雑な積載物や、生活スタイルの変化に伴う密閉構造をした各種のタイプへと発展し続けている。なお、国鉄時代からも含めて以下の三タイプに大別される。
- ドライコンテナと同様の高さとなる、箱形タイプ（参考画像）
- 棺の様に背丈がドライコンテナと比べて、1/2 - 1/4程度の高さとなるタイプ（参考画像）
- 一枚のかまぼこ板状で、1/4 - 1/8程度の薄いフラットタイプ（参考画像）

#### 私有コンテナとしての登場経緯

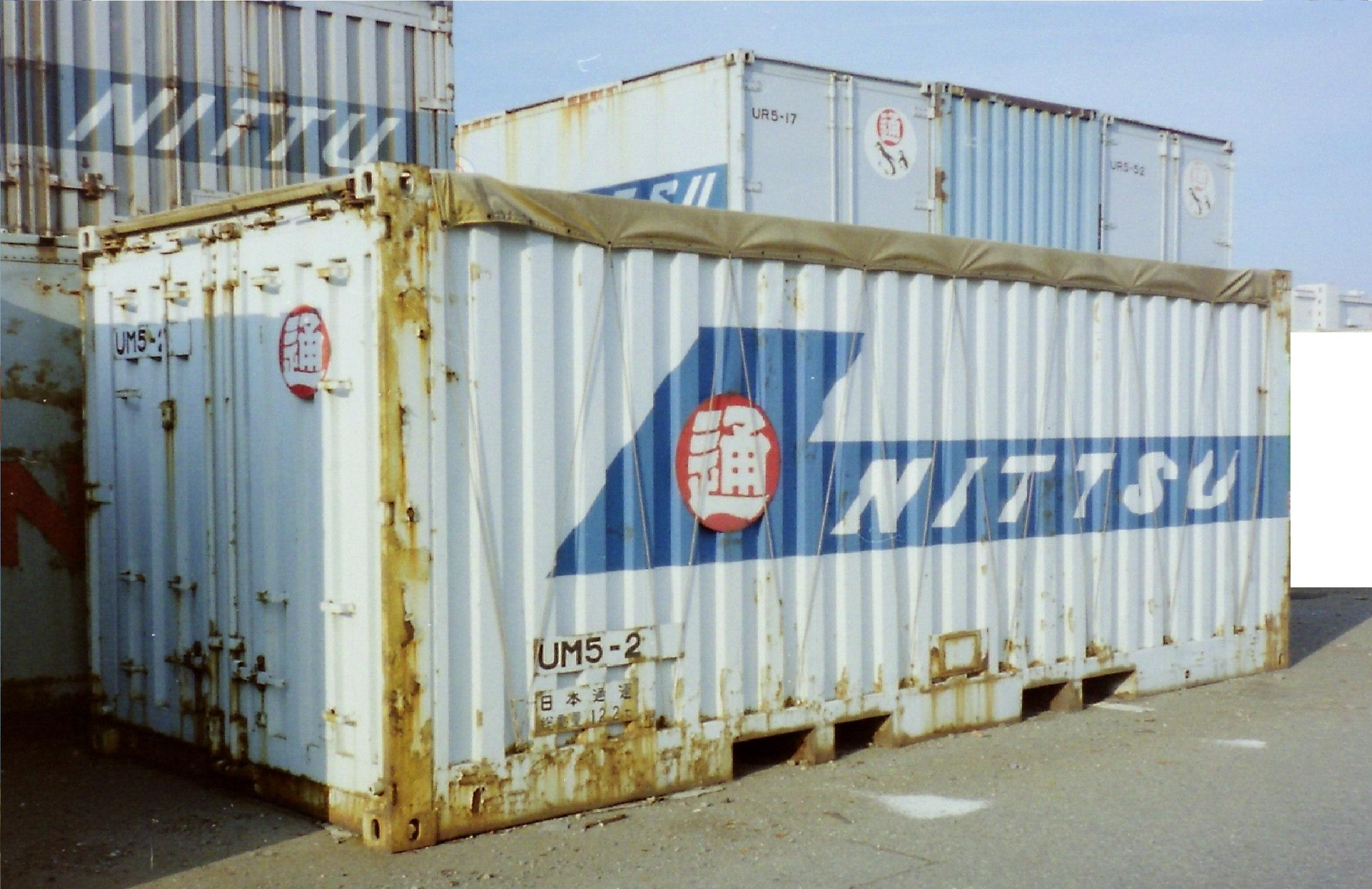
初形式として登場時に登録された、標準的なタイプとなる日本通運所有のUM5-2、無蓋コンテナ。1994年10月2日、東京(タ)にて。

私有コンテナとしての第一号は、20フィート形10t級ドライコンテナの屋根を完全に取り払い、代わりに幌を掛けて真上からクレーン等でも荷役ができる箱形として、1970年10月に当時の国鉄により、旧、西岡山駅 - 隅田川駅間で初めて私有コンテナの輸送が開始された時にさかのぼる。登録企業は国鉄時代の登録という時代背景もあり、旧式によるコンテナ形式の付与により、日本通運が UM5-1 として、また同時に福山通運からは特殊事情により、大口契約ユーザーとしてUM5 - 1001 という、いわゆる『1000〜番台分け』となった二社より登録された。このために正式な第一号登録となったのは、文献によっては日本通運あるいは、福山通運などと分かれている。またこの二社に続き、1973年10月までの3年間にさらに複数の企業から全て箱形として UM5-1 - 57 及び、福山通運専用として UM5 - 1001〜1112 までの合計169個が、箱形タイプとして集中的に登録された。しかし、その後の需要減退と物流事情の大きな変化により、1987年の中ごろまでの長期にわたり新規登録が途絶え、それまでに登録された固体も新しいものでも約14年ほど経過しているために、次々と廃棄されていった。
その後、財政難にあえぐ国鉄末期の1987年に入り、民間資本のコンテナといえども輸送効率を上げることの重要性が高まった。特に片道輸送になりやすいこの無蓋コンテナの効率の良い往復輸送を目指すために、それまでの10t級における箱形一辺倒の登録にこだわらず、トラックの平荷台のような構造をした多彩な貨物が輸送できる新型コンテナが、日本フレートライナー所有で14年ぶりに UM5 - 58 番として、まずは試作的に一個のみ登場した。なお、続番は同タイプの一部改良型が20個登録されている。
（詳しくは、#段積み返回送雑貨用タイプを参照。）
これらの10t級登場に遅れる一年後の1971年、5t級の UM1形無蓋コンテナとして、箱形ではなく10t級の末期に登場した『平荷台』タイプが、石川島播磨重工により自社製品の製造用素材輸送用として、UM1 - 1〜27番までの27個が初登録された。その後、同社増備分の箱形で二個及び、久留米運送より60個の箱形が、連番で登録された。しかし、一転して特殊化学製品の三塩化チタニウムや、アルキルアルミニウム専用容器の専属輸送用に『平荷台』タイプが再度、1 - 10年ほどの間隔で複数回に分けて、UM1 - 90〜118番までが登録され続けた。その後、需要低迷などによりこれらのいわば、専属的に登録された以外では、同タイプで日本フレートライナーから車輪輸送用として119番が登録されるも、以後は全て新会社となったJR貨物により新形式で登録となる。なお、新形式では形式数字 1 - 2 桁の部位が無蓋コンテナのみ『個々の床面積』により決定されるが、他の各種タイプのコンテナ同様に多種多彩で複雑な形式へと発展し続けている。
- ウィキメディア・コモンズには、オープントップ・コンテナに関するメディアがあります。

#### 単独返回送雑貨用タイプ

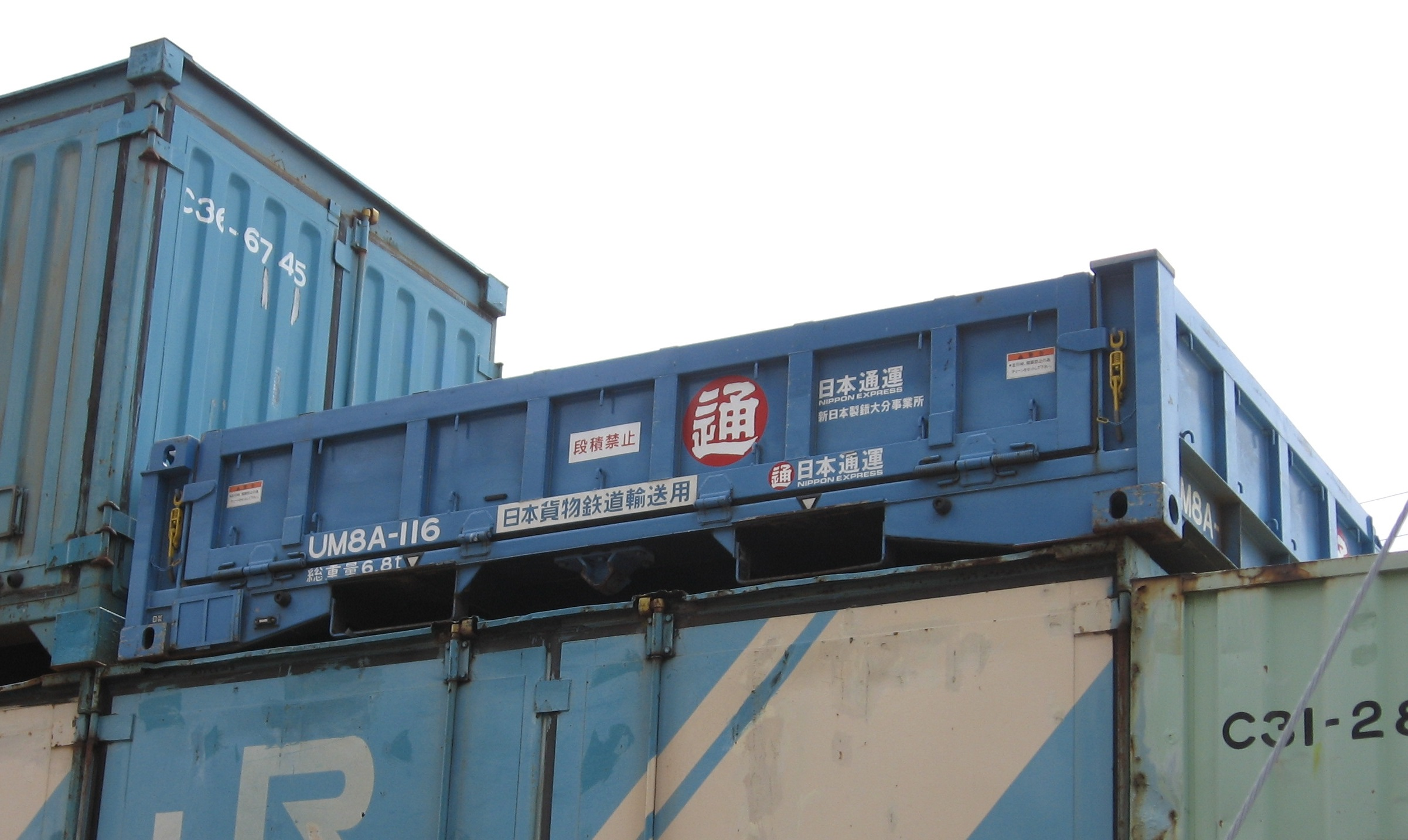
日本通運の地方の出先である『新日本製鐵大分事業所』が、新日本製鐵専属輸送用として一個のみ登録している両側あおり戸開閉式の、UM8A-116番 ローゲートタイプ。

定義としては、コンテナの高さに関係なく、あくまでも『空コン時は個別に回送する』ことを目的とし、ダンプ式を除く無蓋コンテナを指す。容姿としては、通常の箱形もあれば、箱形コンテナと比べて背丈が3/4程あるいは、1/2 - 1/4程度の高さしかなく、さらに空コン時の回送コスト削減のために、2 - 4段に積み上げて一個の単体として段積み固定するためのツイストロック等の固定装置は一切ない。このために、このタイプで登録している固体は、基本的には往復いずれの場合でも何らかの積荷があるというある意味、ほぼ固定された専属的な輸送形態であることが基本となっている。また一部の５t級で見られる事例のように、登録数が1個のみ（日本通運の新日鉄大分専属事例）または、数十個の登録（旧形式での久留米運送及び、新形式での日本石油輸送の事例）があるものの、同時に複数個を同じ宛先へ輸送することが殆どなく、物理的に片道輸送となる事例もある。さらに特記事項として、レンタル的に単発で提供される場合では、特殊なコンテナとなるために、使用後の常備場所までの空コン回送料金を請求される場合もある。このほかの事例として国鉄からJR貨物へ移行後に、業務用で貨車等の車輪輸送事例や、JR貨物もまた一民間の貨物輸送会社となるので、不特定多数を対象とした一般雑貨輸送用の同型無蓋コンテナを多少なりとも保有している。なお、国鉄時代から伝統的に続いている『特殊容器等を抱き合わせて往復輸送』に関するタイプは、アダプター用、親子タイプの項で記述する。

#### アダプター用、親子タイプ
積荷の特異性により、以下の方式に分かれている。なお、JR貨物公認の専用私有コンテナ形式はいずれもベース（土台）となる、「親側」のみの付与である。

##### 12 ft形・垂直ボンベ積載方式

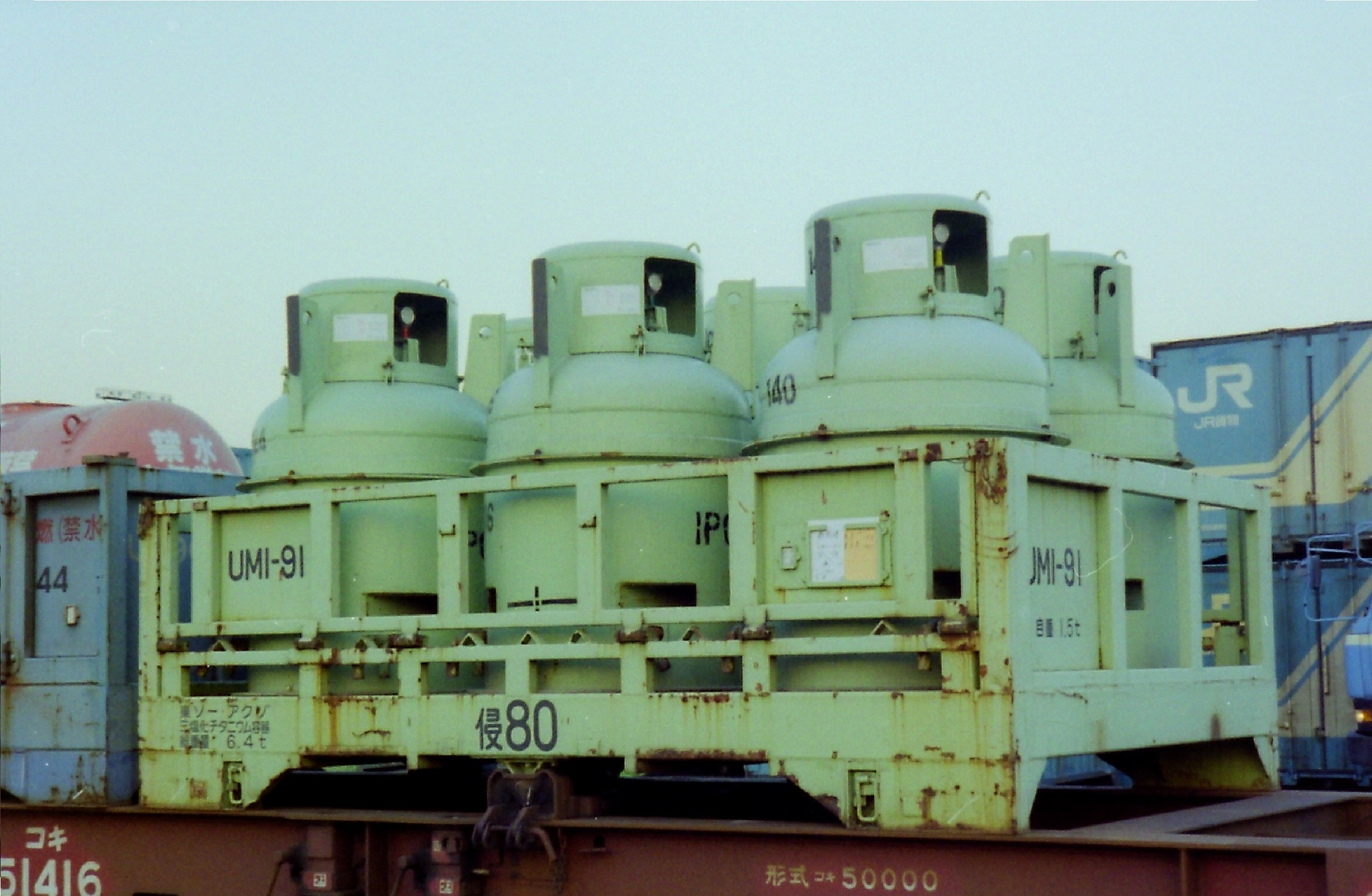
親子コンテナの初代グループとして登録された、UM1-91。(1995年11月17日、東京(タ)にて)

積荷は、ありふれた日用雑貨品から高級車などに多用されている、各種化学製品のオレフィン系プラスチック製造には必要不可欠な触媒として使われる三塩化チタニウムの輸送用として、1973年に富士重工宇都宮製作所にて、通常の箱形の1/2の背丈となる12 ft形、「親子型コンテナ」として初めて製造された。構造的には「ローゲート型コンテナ」として、コンテナの四側面方向を囲うゲートの高さが固体や構造によりにより多少の差異はあるものの、一つの目安としてトラック荷台の囲い（ゲート）高さが数十cm程度までの囲いを指す程度の比較的低い囲いで囲まれていた。このコンテナの場合は、両側対面二方開きのアオリ戸式であった。
積荷は危険性が非常に高く、さらに特殊な品質のために取り扱い上の安全性確保と、品質保持のために窒素を密封充填したプロパンガスボンベ状の専用容器を「子コンテナ」としていた。積載土台となる「親コンテナ」は、UM1形私有コンテナとして登録されて、コンテナ1個当り最大で6本を輸送することができた。また荷役方法は、積荷の特異性により屋根のない天井部位から、すべてクレーンで行なった。輸送区間は、周防富田駅管内の工場から安治川口駅 ・ 塩浜操車場 ・ 玉前駅などが管轄する、合成樹脂 ・ 化学繊維メーカーの顧客へ往復輸送（帰路は空容器の回送）されていた。
このコンテナは特殊構造の私有コンテナとしては比較的長寿命で、時期不明ながらも2000年前後まで継続的に使われていたが、製造方法の変更により需要がなくなり廃コンとなった。

##### 12 ft形・横長ボンベ積載方式

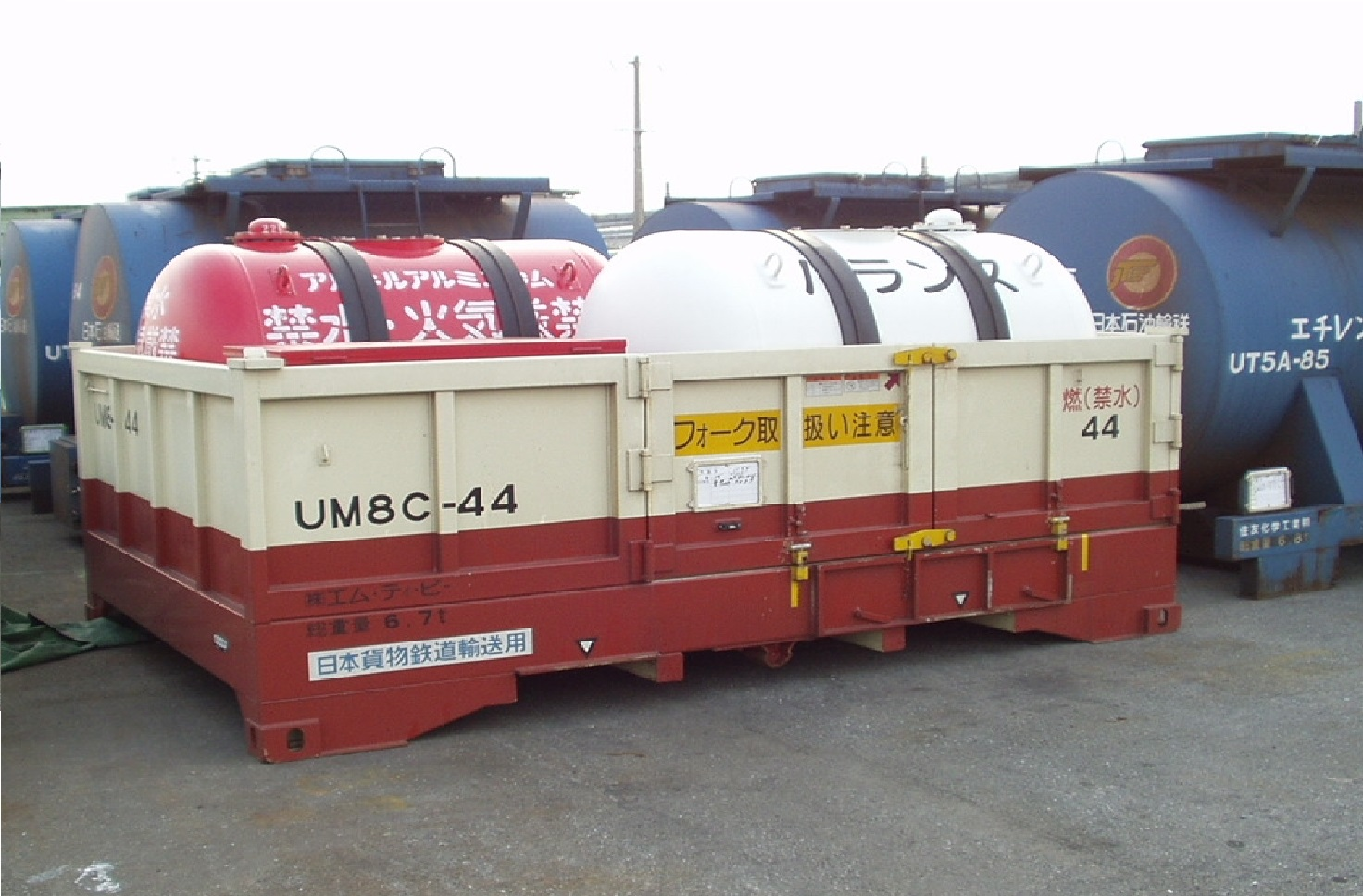
JR貨物へ移行後も新形式で登録され続けている、UM8C-44。※画像手前右側の白色タンクは、一個のみ積載時のバランス用の重し。(2003年5月17日、大阪(タ)にて)

もともとは私有コンテナ制度ができる以前から根強い需要があり、特定の荷主が所有していた超危険物であるアルキルアルミニウムを詰め込んだ横長の特殊な小型タンクを、国鉄が所有していた無蓋貨車の一部車両を改造した専用車として、特定区間を往復輸送（復路は空タンクを回送）していた。しかし、1984年2月1日付けで従来からの『ヤード集約輸送』が全国一斉に廃止された影響で、無蓋貨車輸送が一切できなくなってしまった。
この打開策として、前項の「#12 ft形・垂直ボンベ積載方式」で使用されていた土台となる親側コンテナの「平荷台」構造を応用して、輸送方式の変更直後からコンテナによる代替輸送を開始した。輸送形態としては、輸送できなくなった子側の特殊な横長小型タンクを専用金具で固縛して、二個積載を基本的な輸送スタイルとして、無蓋貨車時代と同様に往復輸送していた。また、危険性の高い積荷の関係で関連法令により特殊な消化剤などの保安用具を収めた赤色の専用箱も、コンテナ内の一角に設置されている。コンテナ四側面の開口部はフォークリフトによる荷役の関係上、両側面が対二方開き形の観音開き方式であった。

#### 単独返回送ダンプ用タイプ

##### クリーンかわさき号での事例

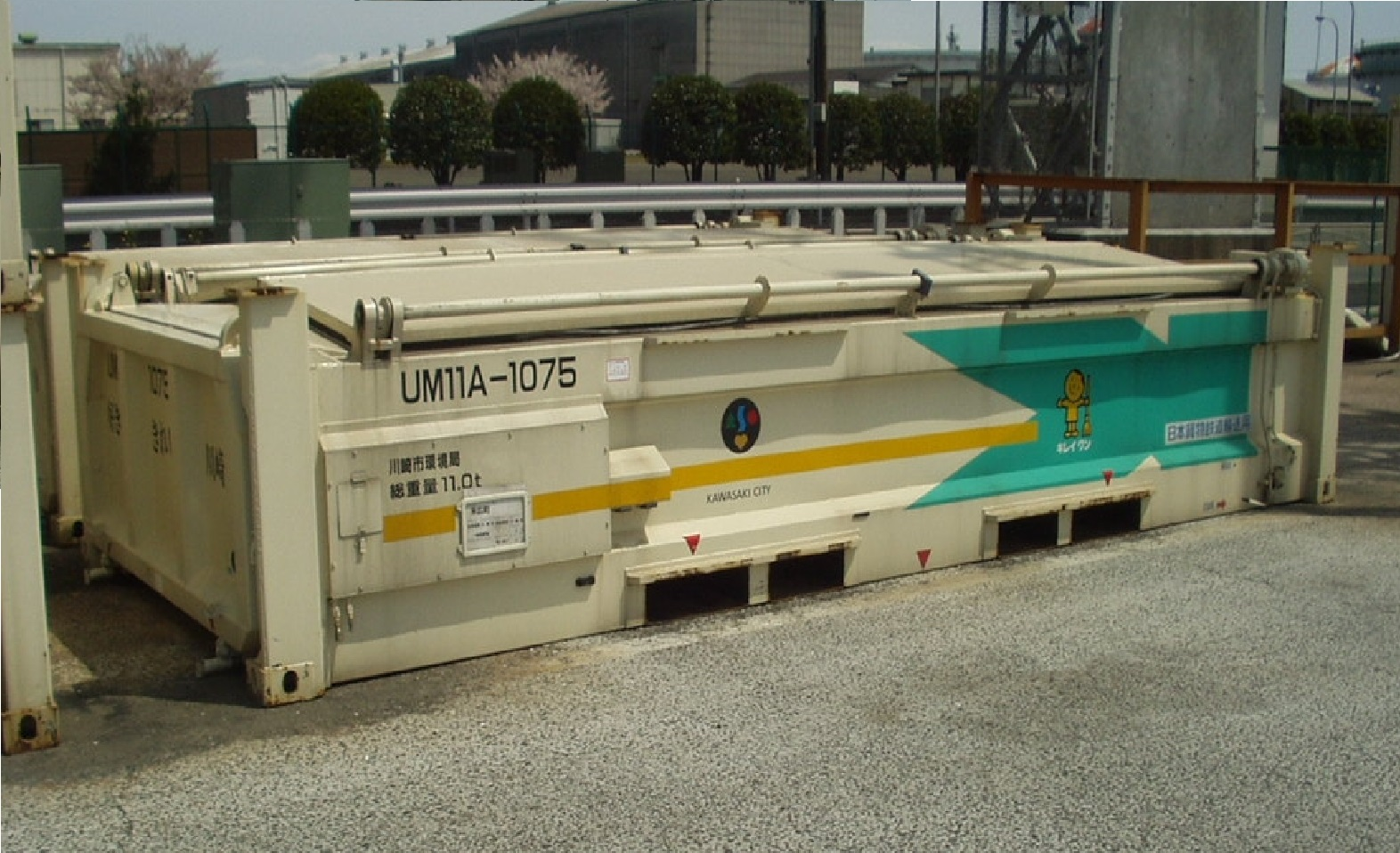
今日のダンプ用タイプの基礎を作った、川崎市環境局所有の1/2サイズ形、 UM11A-1075焼却灰輸送用コンテナ。

定義としては、コンテナの高さに関係なく、あくまでも『空コン時は個別に回送する』ことを目的とした、ダンプカーの荷台部分と同じ構造のコンテナを、積載したトラックの荷台装置によりコンテナ前部（運転席側）を持ち上げて、後部側の下開き形妻壁を開放し積荷を一気に排出する『リヤダンプタイプ』を指す。また積み込みは、天井部位が積荷の飛散防止や、臭気漏洩防止のために設けられた、密閉形の観音開き構造で全開した開口部より投入する。この構造をもつ、段積み用のツイストロック等の固定装置は一切ないコンテナを指すが、背丈はドライコンテナの箱型と比べて、1/2程度のものから箱型そのものの大きさまでと、いくつかの背丈タイプが存在する。
なお、後記となる#段積み返回送雑貨用タイプもふくめて、背丈を問わずこれらの『リヤダンプタイプ』として初めて登場したのが、1995年10月から始まった生活ゴミの専用貸切輸送列車、『クリーンかわさき号』で使用される、専用コンテナである（輸送詳細は、梶ヶ谷貨物ターミナル駅#クリーンかわさき号参照。）
この輸送に当たり、現、川崎市環境局が所有・運用している1/2背丈タイプである、新明和製作の UM11A形の1000〜番台割り当て（焼却灰専用）および、 当時コンテナを大量に製作していた富士重工が製作した箱型状の背丈のある UM13A形の1000〜番台割り当て（可燃物専用）の二種類を手始めとして、その後に全国通運への委託輸送のコンテナ形式も含めて二形式の専用コンテナが追加配備されている。輸送は、開始以来四半世紀以上経過した現在も、積荷からの腐食による老朽化した一部のコンテナを入れ替えながら、今日に至っている。
※このコンテナは、JR貨物発足後に新たに生まれた種類である。

##### さいたま新都心建設工事での事例

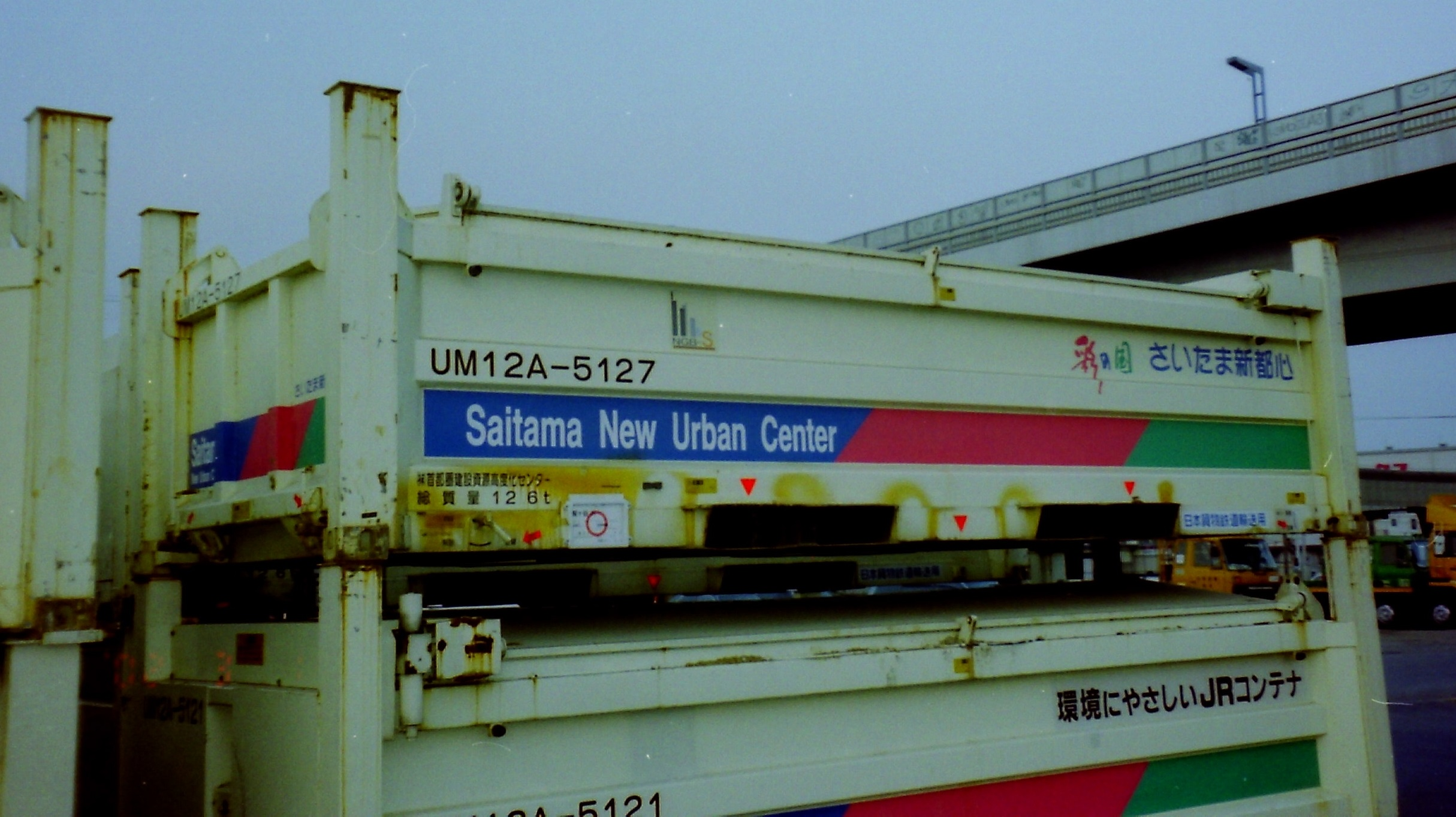
残土輸送終了後三年以上経過しても、僅かながら売れ残っていた「首都圏建設資源高度化センター」表記の、UM12A-5127コンテナ。2002年3月1日、埼玉／越谷(タ)にて撮影。

1997年1月27日より、埼玉県のJR大宮駅近くで始まった『さいたま新都心建設工事』で発生する大量の残土輸送を担うために、先の川崎市の『クリーンかわさき号』での輸送事例において積荷から発生する汚水や、飛散防止・臭気拡散対策などで高い防止策の実績を積んだ新明和が、新たに開発した完全密封形の残土輸送専用の私有コンテナ、 UM12A形の5000〜番台として登場した。コンテナの所有者は、1991年6月に埼玉県を含む関東近県の複数の自治体及び、建設関連企業等が出資して設立された残土管理団体となる民間企業の、『首都圏建設資源高度化センター（現、建設資源広域利用センター）』が環境省からの補助金を受けて、200個以上を所有した。残土輸送は、専用のコンテナ車（コキ104形5000〜番台 ) を用い、1両にこのコンテナを3個、16両編成で計48個積載し、旧大宮操 ～ 熊谷(タ)間（41 km）を1日に3往復した。運転開始後は毎日輸送が行なわれていたが、ピークを過ぎた1998年1月からは土・日は運休になっていた。この残土輸送は、約2年後の1998年12月21日に終了した。
終了後、不要となったコンテナは、容積の関係で二段積み回送はできないものの、この斬新な輸送方法が評判となり、また複雑かつ増え続けていく産業廃棄物等の安全な処理策が検討され始めていた時代の背景も重なり、各種の産廃輸送や関連する事業（堆肥輸送や衛生陶器の原料輸送等）などに売却・転売されて多くの企業が運用した。これらの廃棄物輸送事例が土台となり、以後今日まで多くの多種多彩な輸送事例へと発展し続けている。
なお、その後の新規の登録形式では、JR貨物直後から変更となったコンテナ容積を元に付与形式の二桁数字部位は、この無蓋コンテナ系の場合のみ『固体個々の床面積』を元に付与されているが、致命的な弱点である背丈が1/2を越えて『段積み』ができないこれらの形式別で見ると、UM12系での登録は、なかなか見受けられないようである。またUM12系での積載物では、積載重量の割には比較的容積の増えやすい傾向のために、これに伴いコンテナの背丈も連動して自然と高まり、特に見られる傾向としては輸送中での背丈の最大規制値に対して、1/2をやや超えてしまうために積荷の性質上、比較的同一区間を定期的に往復輸送するために空コン回送時に経費節約できる段積みができないという例も見受けられる。この点に関しては近年、旧式コンテナ車が全廃され、すべてコキ100系に入れ替わったために、一部で続いていたコンテナ本体の背丈規制もなくなったことから、今後の二段積み事例の増加が期待される。
※このコンテナは、JR貨物発足後に新たに生まれた種類である。

##### 東日本大震災瓦礫輸送での事例

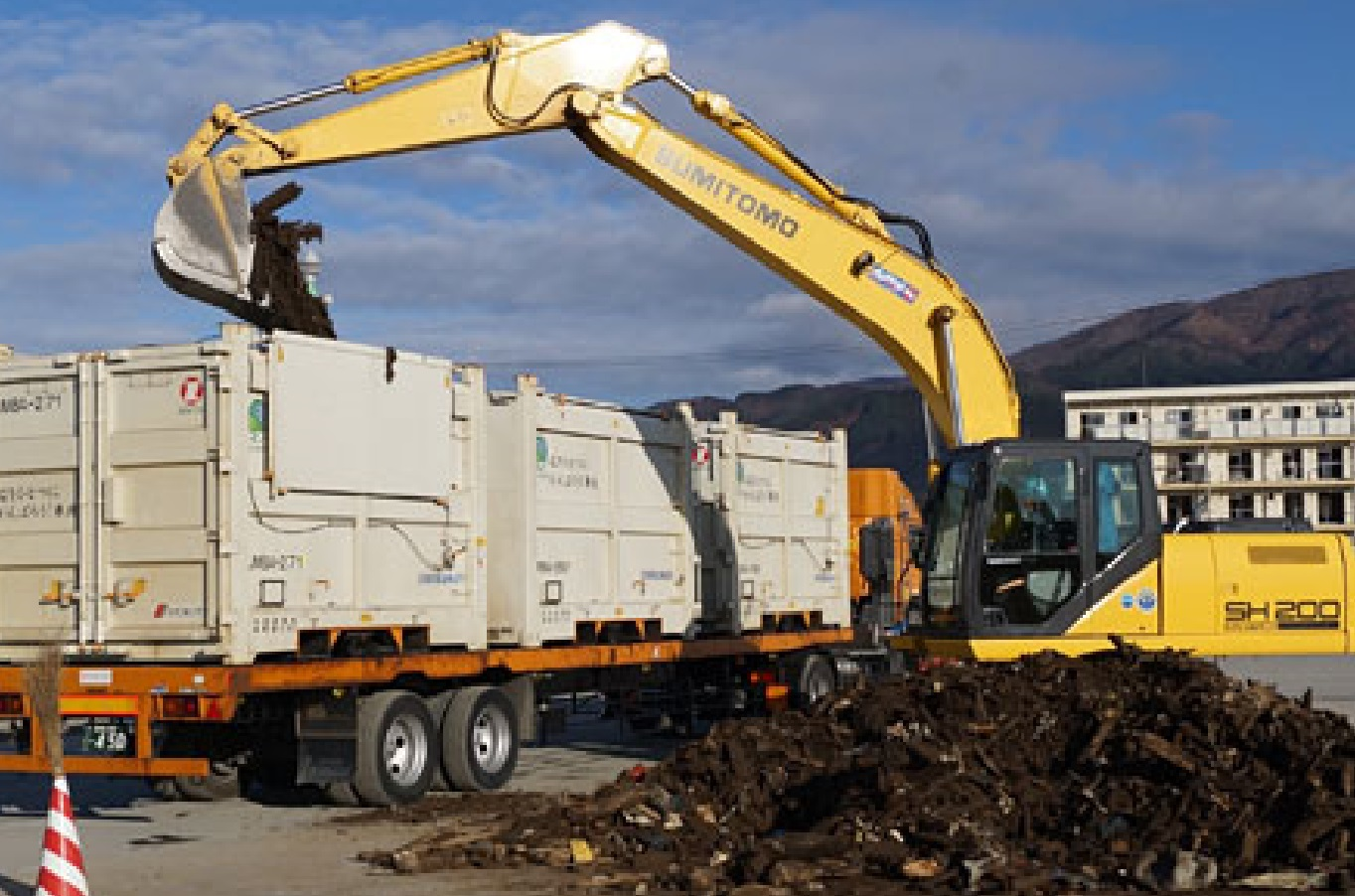
この積込みで陸前高田市からの最終搬出となる、震災瓦礫輸送中の全国通運所有 UM8A-271。

特記事項として、2011年3月11日に起こった東日本大震災以降では、大量に発生した震災瓦礫類を効率よく運ぶために、軽量且つかさばる積荷の性質も相まって、日本通運及び、全国通運の二グループに別れて統一仕様の数百個に及ぶ大量の5t級箱型無蓋コンテナUM8Aを中心として、10t級の箱型も交えて新形式も登場した。これらの特殊な事情ゆえに、段積みのできない箱型ながらもダンプアップして排出する方式の無蓋コンテナが各種補助金制度の支援もあり次々と登録された。この『箱型ダンプ式』では、コンテナ上部が観音開きに開く構造は変わりなく採用され続けているが、後部の排出方式では一部の事例を除き殆どの場合は、ドライコンテナと同様に、観音開きを採用している。これはコンテナ容積が大きくなった分、積載容量が増え、また何より瓦礫等の性質上、事前に選別や破砕処理は厳重にしてあるものの異型物や絡みやすいシート状の積荷も多く、従来の妻壁が上からぶら下がっている状態では排出の時間が掛かるために、あえて後部間口が全開する観音開き方式が積極的な採用されている。なお、これらの瓦礫を容易に運べるコンテナは、東日本大震災関連の瓦礫輸送が終了した後は、一時的には余剰になるが、近年、全国で起こる災害の現場において引き続き活躍している。
※詳しくは、応用事例の伊豆大島・土石流災害を参照
※このコンテナは、JR貨物発足後に新たに生まれた種類である。

##### その他での事例
- 先の#さいたま新都心建設工事での事例終了に共ない、残土輸送に従事していた大量のUM12A形の5000〜番台がある意味、一斉に失業していた。しかし、元々は積荷の飛散防止や防臭対策を強化していた完全密封形の強固な構造[26]などが再評価され、次々と各種の汚泥や堆肥・有機肥料・衛生陶器等の原料輸送などと、多彩な第二の輸送先へと転売されて巣立っていた。一例として、山口県下松市を拠点としている山陽三共有機[29]では、従来からの有機肥料輸送において長距離でもステンレス張りのダンプ仕様トラックを使用していた[29]。しかし、荷台がステンレス張りという特殊仕様の専用車による専属的輸送を強いられていた。このために、帰路の空車回送時でも最大の欠点としてある程度の運賃保障が常に発生し、結局は高コストの要因となっていた[29]。そこで、輸送がすでに終了していたコンテナを、1999年4月に最初の4個を導入した[29]。以後、最終的に合計で50個を購入する予定となっていた[29]。なお、残土輸送コンテナ内部はステンレス張りではなく、いわゆる鉄板張りのために将来的には荷台内部での腐食が発生する可能性は否めなかった。この対策として、運用しながら随時必要な改良を加えることとした[29]。
- そのほか、大規模な土木工事などで利用されやすい総括的に一列車を貸切る別件では、2017年5月27日から3年間にわたり、UM12A - 105000〜番台（実際は、5000〜番台の登録数が1000個を超えたための付番。）を使用した、梶ヶ谷貨物ターミナル駅 - 扇町駅先にある三井埠頭までの『リニア新幹線残土輸送事例』での登録で、全国通運所有で150個登録[30]による輸送実績もある。

※このコンテナは、JR貨物発足後に新たに生まれた種類である。
- ウィキメディア・コモンズには、単独返回送ダンプ用タイプに関するメディアがあります。

#### 段積み返回送雑貨用タイプ

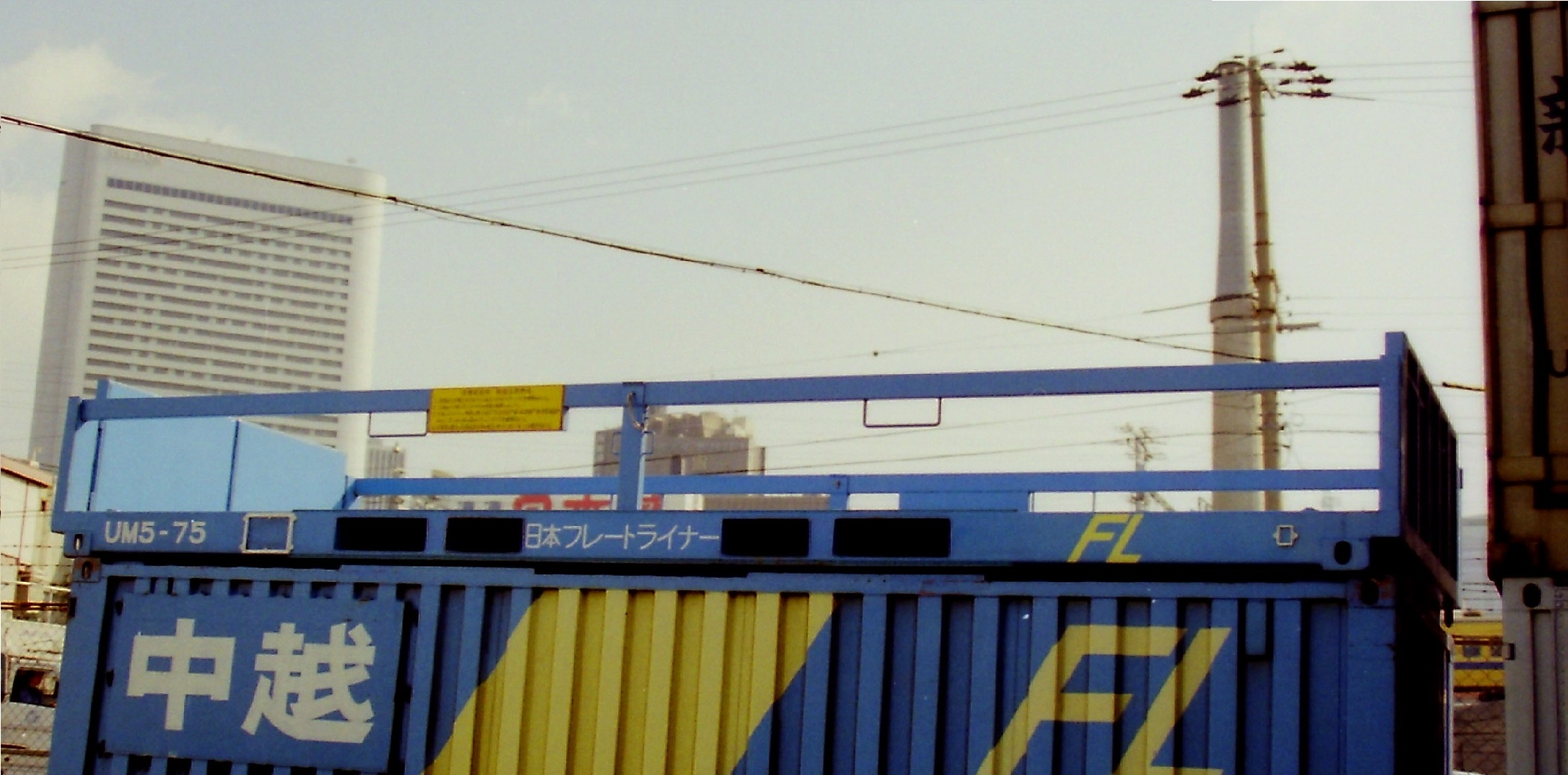
画像は、改良型として20個が続番登録されたグループだが、概観やカラーリングはほとんど試作品の UM5 - 58 とは変わらない。ただし、全ての固体が後年に両側の細い横柱柵から、板状のあおり戸に改造されて売却された。1987年11月、大阪府／元、梅田貨物駅にて撮影。

国鉄末期の1987年に、それまで輸送効率の悪かった箱形20 ft級、10t積み無蓋コンテナが、輸送効率の改善を図るためにトラックの平荷台のような構造で、多彩な貨物が輸送できる新型コンテナ UM5 - 58 番として、14年ぶりの新規登録で登場した。基本的な目的は、全国通運と同様に国鉄の資本が入った重要子会社でもあり、また全国の主要運送企業のまとめ役でもある、日本フレートライナーが、傘下の企業が扱う小口の引越貨物を、新規に開発したミニコンテナ（鉄道輸送はできない民間規格品）に詰め込みこれを一度に二個積載して、20 ft級のコンテナとして輸送する。また帰り便には、空になったミニコンテナに一般雑貨荷物を載せて、これにより土台となるUM5形コンテナを往復利用して、稼働率を高めるために開発された。しかし、当時はまだ鉄道での引越しには国鉄の主力コンテナであった12 ft級、5t積み汎用コンテナが圧倒的なシェアを占めていたなどの時代的な背景もあり、このミニコンテナ輸送計画は結局短命に終わってしまった。
また最大の特徴は、万一片道利用のみで同様のコンテナが一箇所に滞留した場合に備えて、最大三個を段積みして一個の箱型同様の高さにし、本来であれば三個別々に回送料金が掛かる無駄を、単独の回送料金に抑えられることである。ただし三段積み輸送時には、現代のように簡単に段積み作業のできる上部四隅のツイストロック式ではなく、一段目＋二段目＋三段目と上下同士を各々に、付属のワイヤー数本で縛り上げるという積み付け方法が輸送の絶対条件（コンテナ個々の両側面に、作業手順の説明プレートが取り付けられていた）であったために、これらの個縛作業の手間が掛かっていたのが難点であった。この引越しアイディアでは失敗したものの、その特徴的な構造を生かし、続番となるUM5 - 59〜78 番までの20個では、片妻側の板壁を観音開きに改めて、車両の出し入れがしやすいようになり、回送が必要となった乗用車輸送や、2t級トラックの半製品（荷台を取り付けていないシャーシ状態の車体）輸送等にも応用された。
なお、この『コンテナにミニコンテナを載せる』という斬新な方式は、後に貨物の小口輸送増大により生まれた無蓋コンテナと、小型の6ft 級ドライコンテナを組み合わせて開発された、日通所有のUM9A形へと大きく発展していく。
- ウィキメディア・コモンズには、段積み返回送雑貨用タイプに関するメディアがあります。

### フラット・ラック・コンテナ（両壁折たたみ型）
特殊鋼輸送用としてUM11A - 8000〜番台として数個の存在が確認されていたが、現在は消息不明である。
※このコンテナは、JR貨物発足後に新たに生まれた種類である。

### フラット・ベッド・コンテナ
日本国内の鉄道輸送に関して、現在はこのクラスに該当する形式は存在していない。

#### ドライ区分タイプ
コンテナの屋根がかまぼこのように丸みを帯びた箱型で、上下二段に分かれる20 ftタイプ（U38A形 - 0〜番台）および、U41A形 - 9500〜番台と、丸みを帯びた箱型で一体形で30 ftタイプ（U60A形 - 39500〜番台）、他に通常のドライコンテナの庫内を改造して乗用車一台と、小荷物を混載できる『引越し用』の20 ftタイプなど、3通りの方式に分かれていた。
※このコンテナは、JR貨物発足後に新たに生まれた種類である。

#### 無蓋区分タイプ
M11A形・M15A形・M20A形および、私有コンテナ形式としてUM5形・UM20A形 - 30000〜番台が存在していた。

#### 通風区分タイプ
私有コンテナ形式として、軽自動車輸送専用に「UV42A形 - 20000〜番台」が存在していた。しかし、軽自動車の車体寸法規格が変わり輸送できなくなってしまったために、早々に淘汰され現在は存在していない。
※このコンテナは、JR貨物発足後に新たに生まれた種類である。

#### 活魚輸送用コンテナ
1987年11月にJR貨物による20 ft形の「U8D - 1」が製作された後、1988年4月に20 ft形の「U10D」形式、同年7月に専用記号が付された12 ft形の「UL4D」形式が登録されたが、その後はL記号は用いられず、12 ft形の「U4D」形式として増備された。その後、2019年4月までにU8D形式8個、U10D形式1個、U4D形式22個(UL4D含、うち1個は番号が重複)が登録されていたが、すべて除籍済である。なお、一部文献では「UL13D」とされる形式も記述されているが、誤植とみられる。
※このコンテナは、JR貨物発足後に新たに生まれた種類である。

#### 特殊事例（小型水槽収納仕様 】
国鉄時代より一般的な有蓋コンテナ、通風コンテナに生簀を設置することで活魚輸送を行う例がみられた。民営化後はこれらに特化した「U17A」形式（(1 - 8、及び9 - 10）が運用されていたが、2019年4月現在は除籍されている。
そのほかには鉄道用形式を持たないミニコンテナ輸送として、JR所有の「M2A」無蓋コンテナや、私有コンテナ「UM14A - 5000〜番台」へ小型水槽を積載する事例もあった。
※このコンテナは、JR貨物発足後に新たに生まれた種類である。

### 事業用コンテナ
事業用コンテナとは、貨車における事業用車のように、営業用に使われないコンテナである。

#### 交換用台車枠輸送タイプ

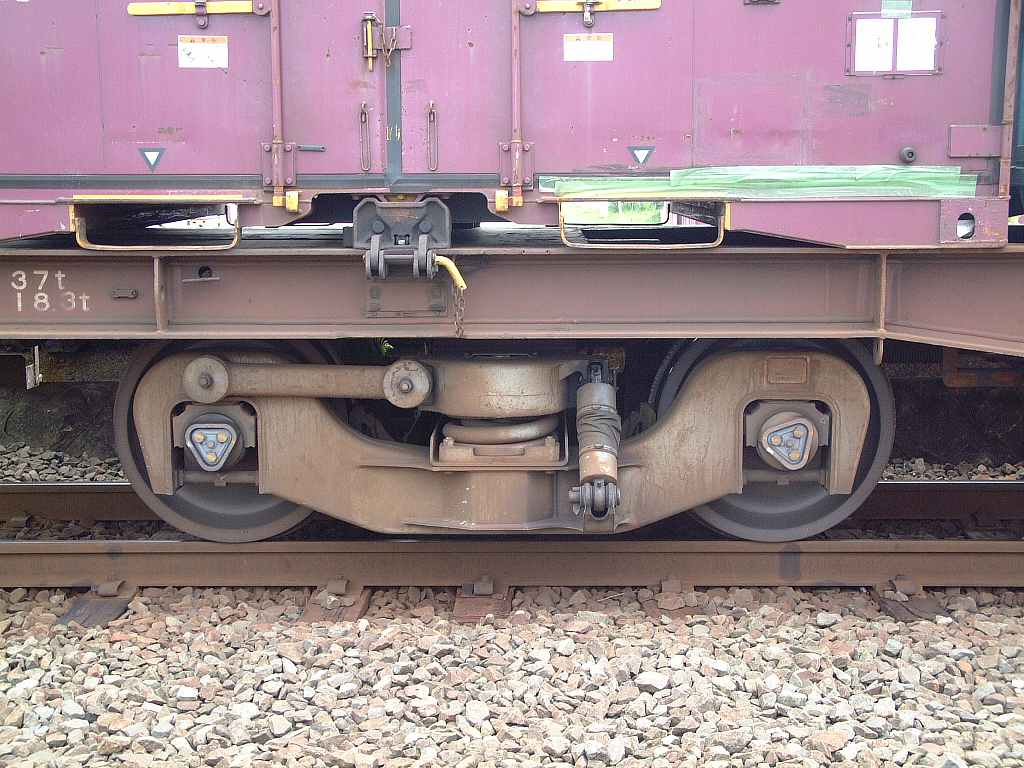
交換されたTR223F形台車。

コキ50000形式コンテナ貨車の台車枠(TR223F)で発生した亀裂対策のために行われた台枠取替え工事に伴い、輸送用に急遽特別に製作されたラック型のコンテナ。短期間に大量の台車枠をメーカー等で修繕工事を行う必要が生じたために、およそ100個ほどが新形式、ZM6形として1993年に作られた。構造としては、平らな床上の平面四隅にそれぞれ独立して垂直に立っている柱に装備されている専用の留め金で、交換用台車枠を平行に支え、 これを三段積載できるある意味、ラック形のコンテナである。
しかし、亀裂事故が多発し、それに伴う安全確保の観点から取替え工事を急いだために、二年にも満たないごく短い期間のみ活躍するも、交換作業完了後は特殊な構造ゆえに、転用されることもなく全て廃棄された。
※このコンテナは、JR貨物発足後に新たに生まれた種類である。

#### 死重搭載タイプ
コンテナ積載車両の性能や、線路等の輸送耐久測定等で実際に加重をかける時に使うために、規定重量の貨物の代わりに大型の砂袋やコンクリートの塊りなどを積み込んだいわゆる、重り役の専用コンテナ。
※このコンテナは、JR貨物発足後に新たに生まれた種類である。

#### その他、特殊事項
旧国鉄時代にはその時代に応じた事業用や試験・試作的なコンテナも、少数ながら存在していた。
代表的な事例としては、1985年までは貨物列車に車掌乗務の制度があったので編成末端に車掌車か緩急車をつけねばならない規則だったが、この用途にコキフ10000形のような最初から緩急車として作られた車両ではなく、「車掌室部分を5 t級のコンテナとして積載し、コキをコキフ代用にする。」という車掌室コンテナ「S90形」が考案さた。このコンテナは外見は前述のコンテナ緩急車の車掌室部分に似ているが、車体と別パーツであるためコキフと違い車軸発電機が使用できないことから内部に発電装置が搭載されている（このためコキフではトイレがある部位の下部に金網状の開口部がある）こと、テールライトもデッキではなく妻面にあること、屋根が5 tコンテナのように平らになっていることなどが異なる。詳細は「国鉄S90形コンテナ」を参照。
他に、旅客駅のバリアフリー化のために設置されるエスカレーター輸送用のコンテナと同じように、大規模な鉄道用電話網の敷設に使うクロスバー式交換機の輸送のために、専用の5 t積み14 ftタイプの特殊な構造をしたC93形コンテナも2製作された。